# Vulpes vulpes
El zorro común o zorro rojo (Vulpes vulpes), también llamado raposo o raboso, es una especie de mamífero de la familia de los cánidos, de distribución holártica, aunque también fue introducido en Australia en el siglo XIX. Es un animal silencioso y muy cauteloso, que caza sobre todo por la noche. Durante el día permanece oculto entre los matorrales o en sus madrigueras, excavadas en parajes secos y escondidos, a menudo entre las rocas, los barrancos herbosos y las espesuras.
Su nombre científico, Vulpes vulpes, una tautología de la palabra latina vulpes, que significa 'zorro'. Su coloración más corriente en la naturaleza es el pardo rojizo, aunque existen individuos total o parcialmente melánicos, de color casi negro o gris. Estos últimos se llaman zorros plateados y se crían en cautividad para peletería.
El zorro común es la especie de zorro más abundante en el hemisferio norte, donde puede vivir en casi cualquier ecosistema, ya sean bosques caducifolios, praderas, estepas, la tundra alpina o la taiga. Es un generalista capaz de coexistir con especies más especializadas de zorros como el zorro ártico (Alopex lagopus). El zorro rojo es capaz de sobrevivir en zonas urbanizadas y densamente pobladas por el hombre.
El zorro está presente en la mitología de muchas culturas y también aparece en innumerables cuentos, fábulas y películas generalmente representando la astucia y la inteligencia.

## Distribución

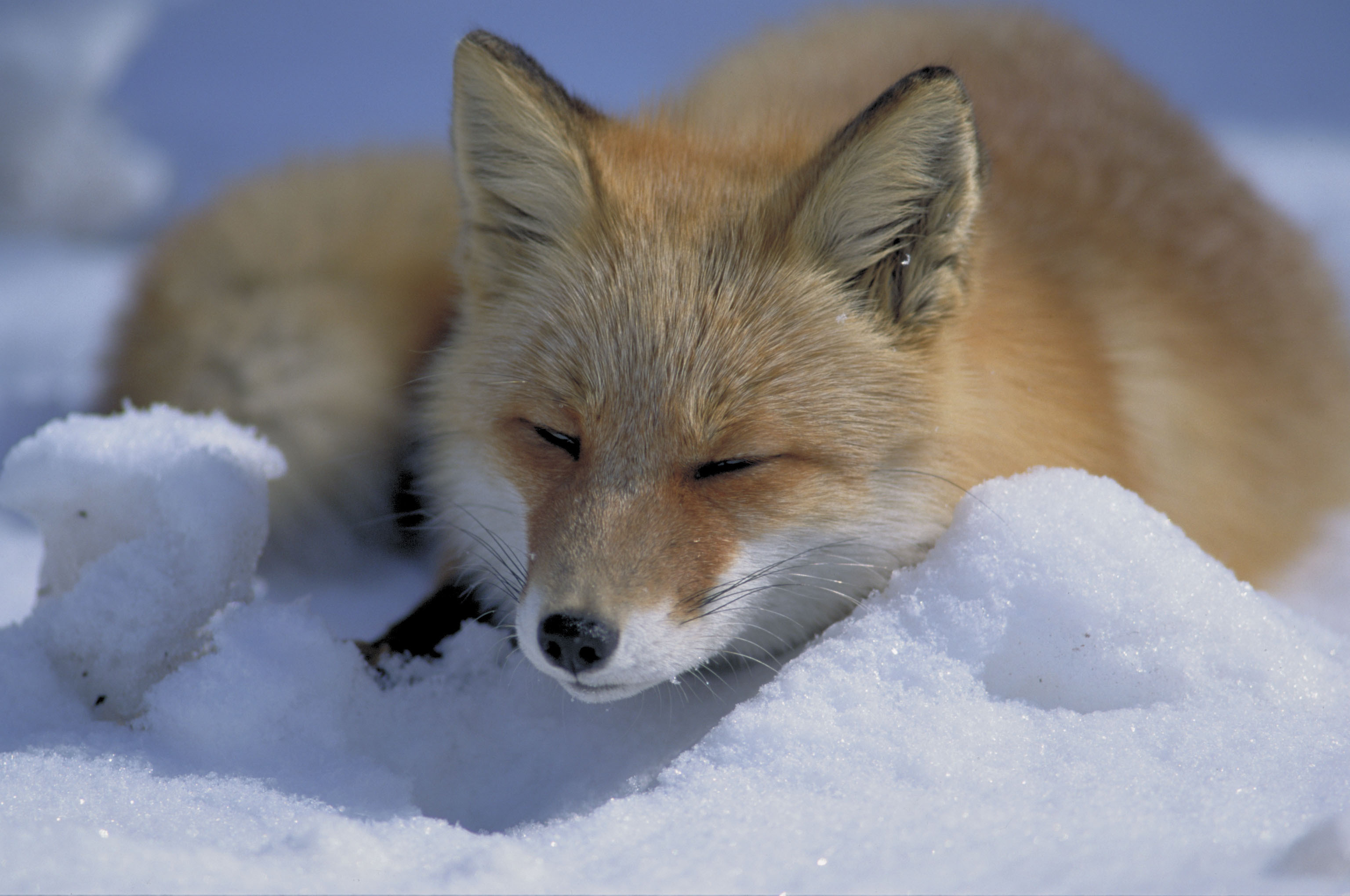
Zorro (V. v. schrenckii) tumbado en la nieve en Hokkaidō (Japón).

En la actualidad el zorro común está extendido por Eurasia y Norteamérica, el sur de Australia, y varias poblaciones en el Norte de África. En Australia el zorro rojo fue introducido y resulta un problema para las especies autóctonas. La introducción se produjo alrededor de 1850, con fines cinegéticos.
En Norteamérica el zorro rojo es nativo en las regiones boreales e introducido en las regiones templadas. Existe registro fósil de los zorros rojos en la Norteamérica septentrional, y una de sus subespecies se extendía al sur de las Montañas Rocosas. Los zorros introducidos en las zonas templadas norteamericanas proceden de los zorros comunes europeos que fueren introducidos en el sudeste de Estados Unidos entre 1650-1750, para ser usados en la caza del zorro. Desde allí fueron también introducidos hasta California para proporcionar pieles para el comercio. La primera introducción se atribuye a Robert Brooke, del que se comenta que importó 24 zorros de Inglaterra. Los zorros europeos introducidos hibridaron con los escasos individuos autóctonos de la zona produciendo una población mestiza.

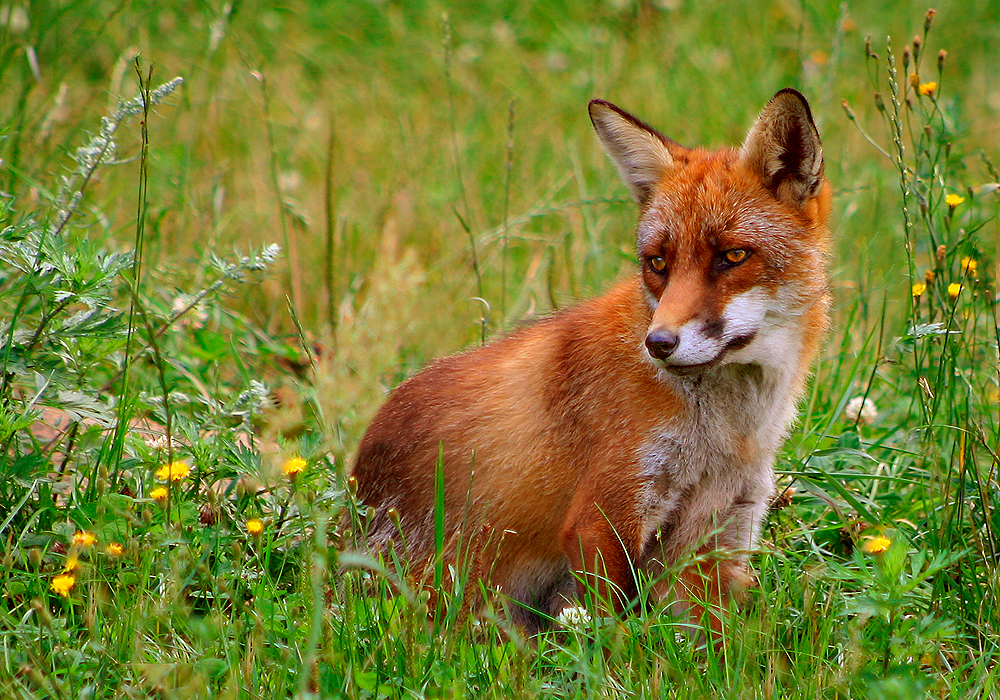
Zorro común con su capa de verano en Dinamarca.

El zorro común es nativo de toda la región paleártica, extendiéndose desde la península ibérica hasta Japón. En África se encuentra en la región mediterránea y a lo largo del río Nilo. Hay tres subespecies de zorro común en el subcontinente indio: Vulpes vulpes montana (el zorro tibetano), que se localiza en Ladakh y el Himalaya, Vulpes vulpes griffithi (el zorro cachemir) en Jammu y Cachemira menos el sector de Ladakh, y Vulpes vulpes pusilla (el zorro del desierto) que se encuentra en el desierto de Thar en Rayastán y en Kutch, Guyarat.

## Descripción

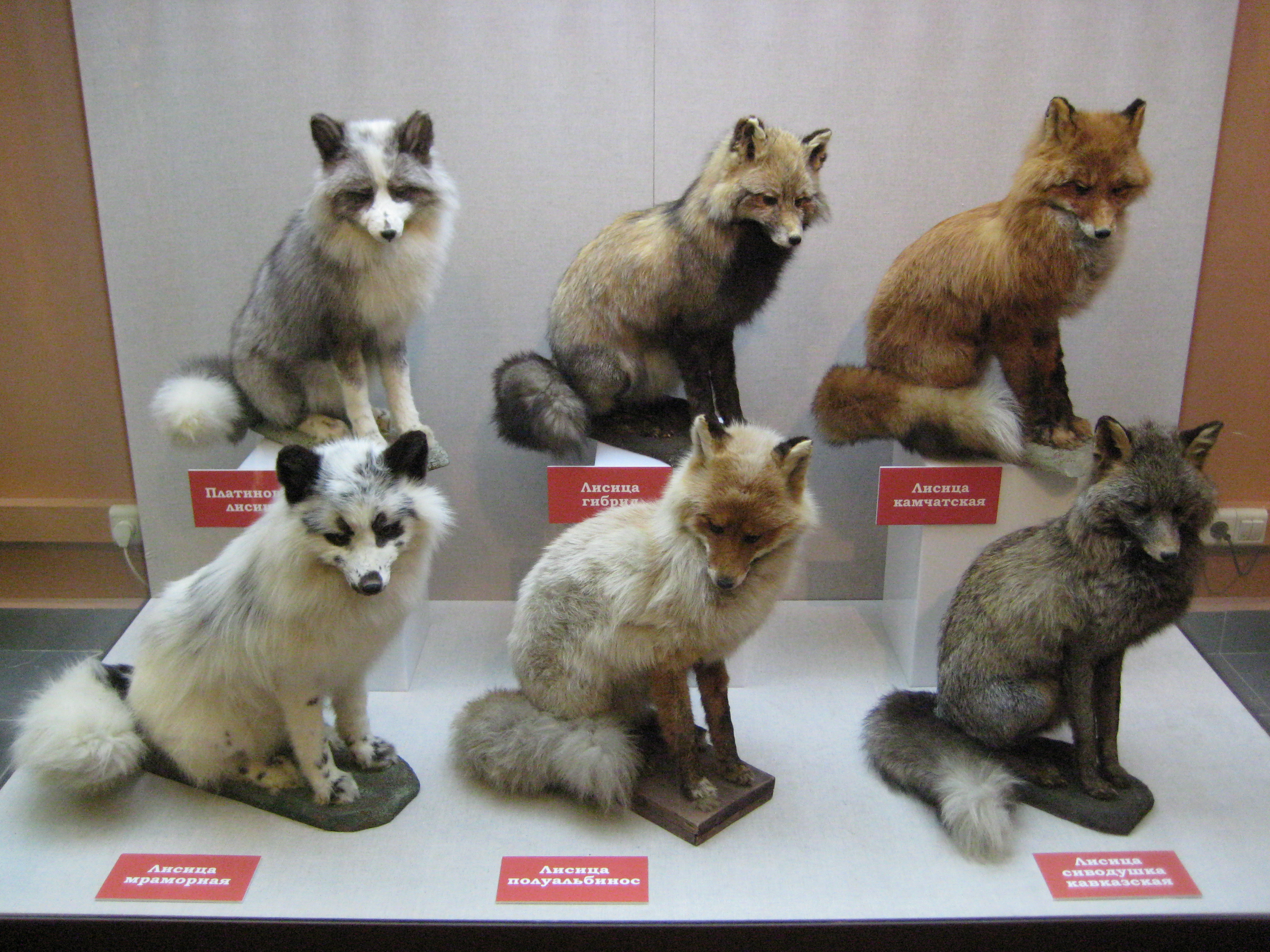
Variaciones de color del zorro común en una exposición de ejemplares disecados.

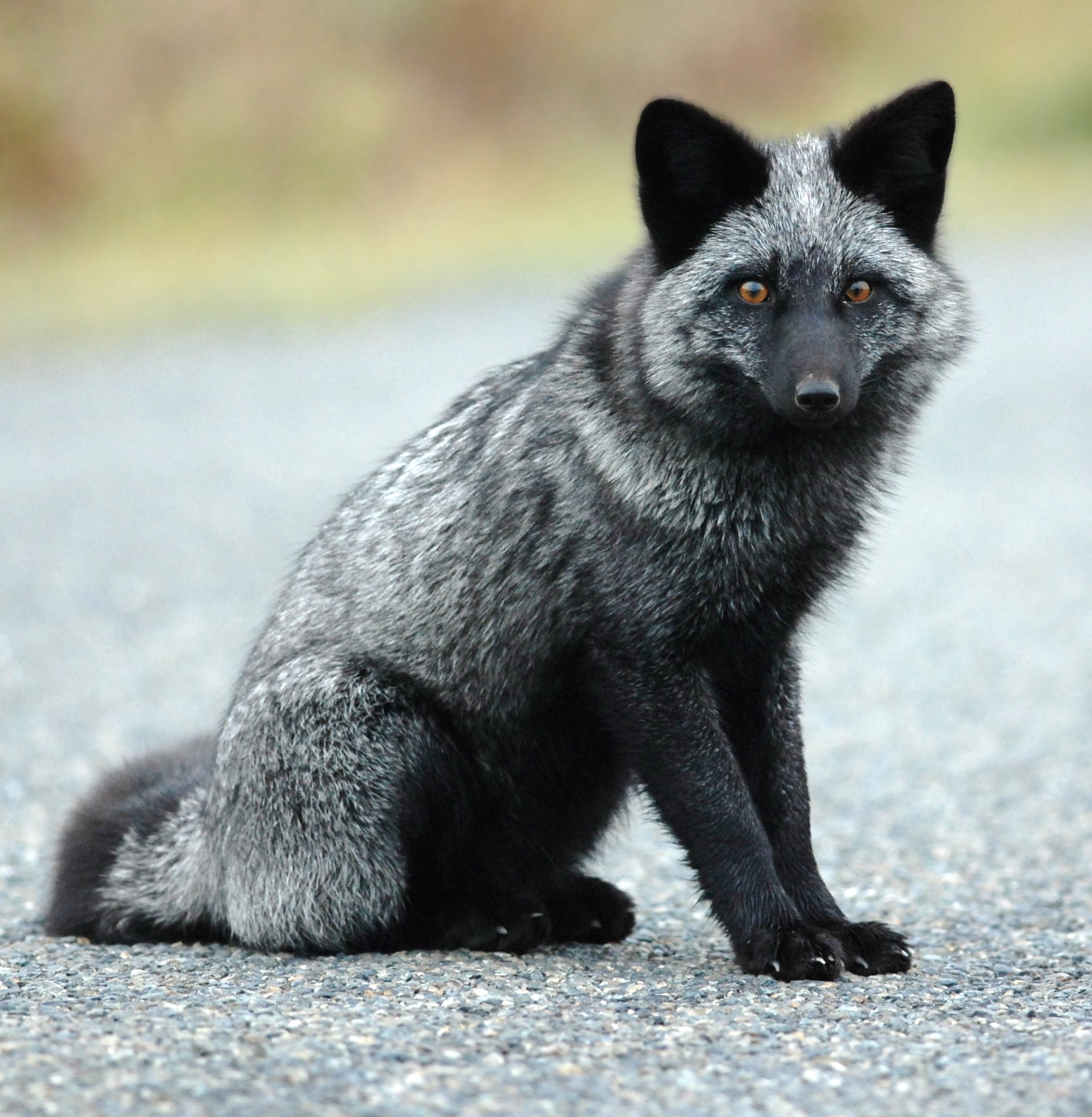
Los individuos melánicos se denominan zorros plateados.

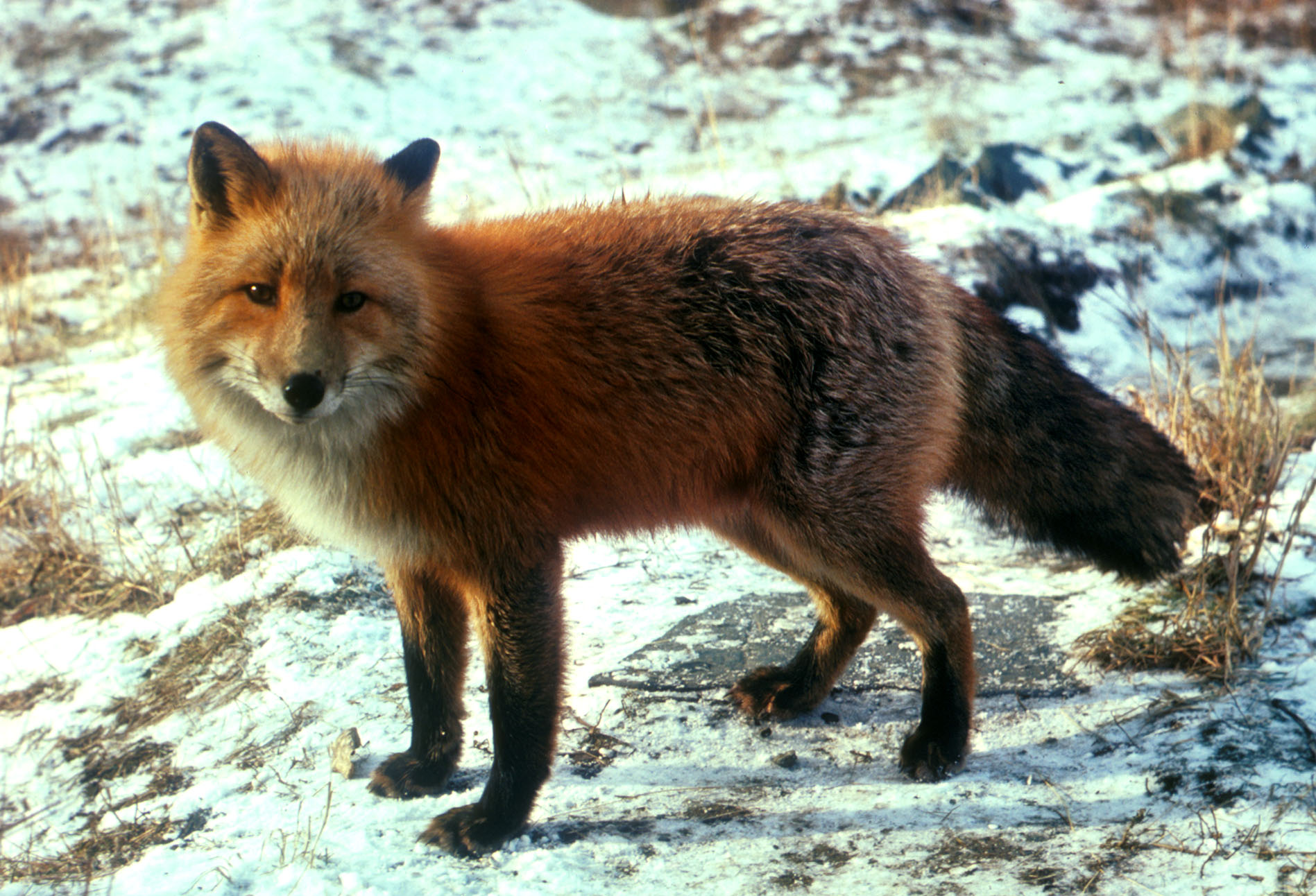
Ejemplar norteamericano (V. v. fulvus) con su capa de invierno.

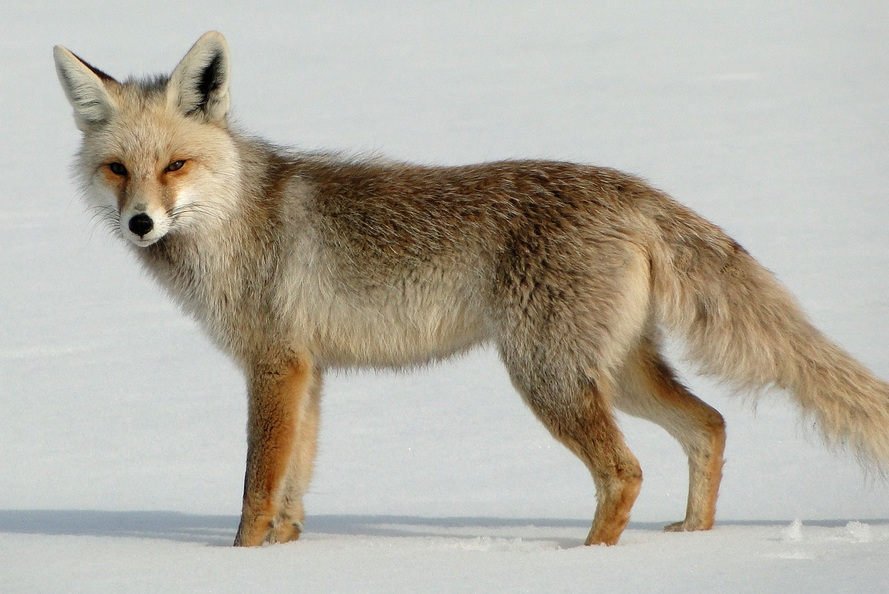
Ejemplar de Vulpes vulpes anatolica.

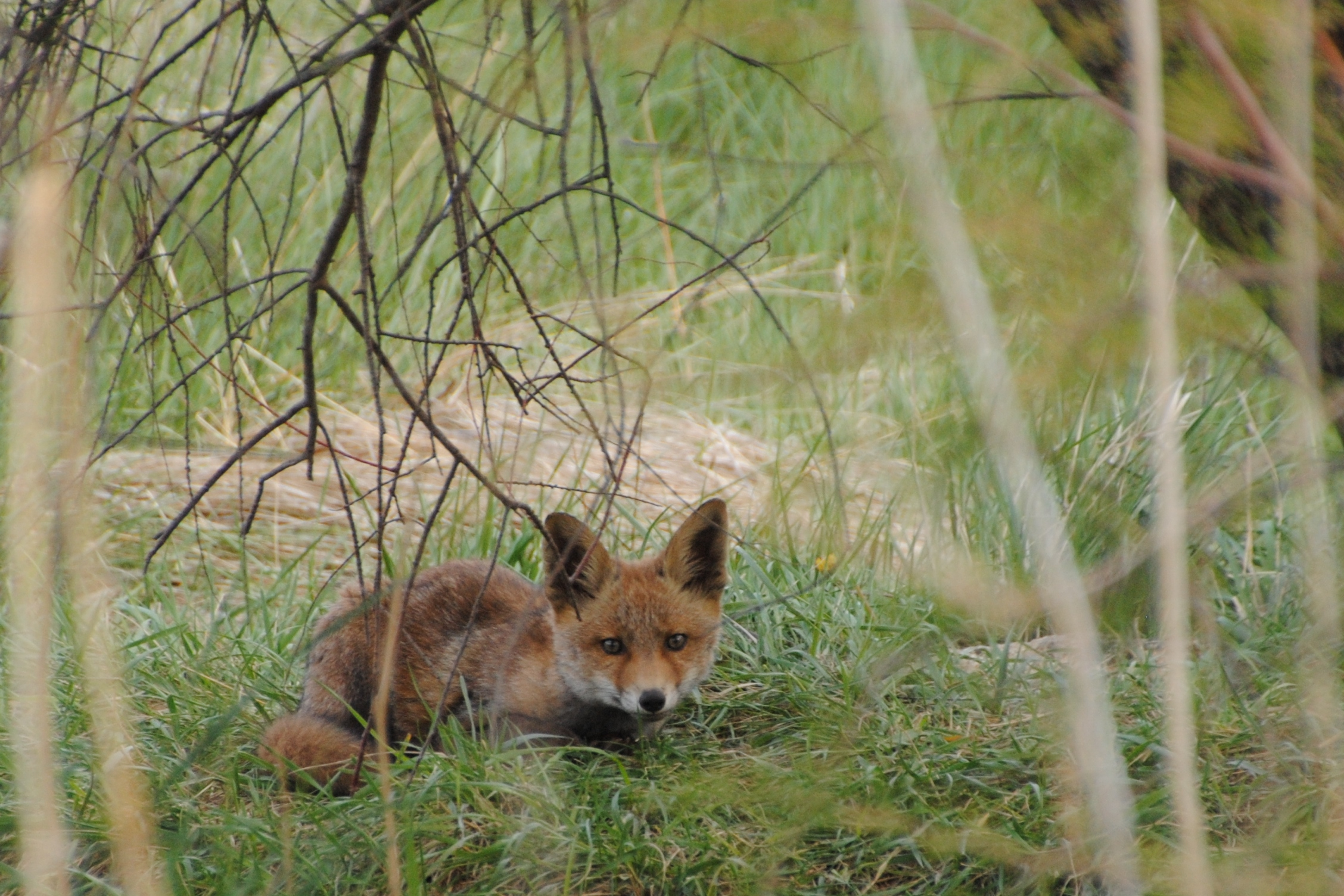
Vulpes vulpes silacea en las Tablas de Daimiel (Ciudad Real, España).

Es una especie de cánido pequeña, aunque es el más grande del género Vulpes: los zorros verdaderos. Los ejemplares adultos de zorro común pesan de 3.6 a 7.6 kg dependiendo de la región donde habite, siendo los que viven en latitudes más septentrionales mayores que los que viven en el sur, según la Regla de Bergmann; los zorros que viven en Canadá y Alaska tienden a ser mayores que los que viven en el Reino Unido, que a su vez son mayores que los que viven en el sur de Estados Unidos Los individuos más grandes pueden llegar a pesar más de 14 kg. La longitud cabeza-cuerpo va de 46 a 90 cm, con una cola de unos 55 cm. Los zorros presentan cierto dimorfismo sexual, siendo los machos un 15 % mayores que las hembras. Su tamaño se puede estimar por las huellas. Las huellas de zorro común son de media de 4.4 cm de ancho y 5.7 cm de largo. La distancia normal entre pasos al trote para un zorro es de entre 33 a 38 cm.
El zorro común generalmente es de color rojizo, con las puntas de las orejas y los extremos de las patas negros, con una cola poblada cuya punta es blanca, como lo es su panza. Esta tonalidad roja puede variar desde el pardo rojizo hasta el rojo anaranjado, pero la gama de colores de su pelaje es amplia pudiendo ser de colores ocres, grises e incluso negros y blancos, y aunque su capa superior suele ser más o menos uniforme puede presentar manchas y franjas. Los zorros grises y negros, que en peletería son denominados zorros plateados, en la naturaleza son aproximadamente el 10 % pero son la variedad de color que más se cría en cautividad. Alrededor del 30 % tienen otros patrones de color oscuro, como manchas en la cara, muslos o lomo, o dos franjas (una que recorre los hombros y otra a lo largo de la columna). Estos son denominados zorros cruzados en peletería. En Norteamérica el pelaje de los zorros suele ser largo y suave mientras que los zorros europeos lo tienen más corto y menos esponjoso. Durante el otoño y el invierno los zorros se cubren con una capa de pelo más larga y espesa. Esta capa de invierno está destinada a protegerles de las bajas temperaturas y se cae al iniciarse la primavera, quedándose con una capa de verano más corta y menos poblada.
El color de los ojos del zorro varía del anaranjado al amarillo dorado. Sus pupilas no son redondas sino elípticas y orientadas en posición vertical. Aunque es de hábitos nocturnos su visión en la oscuridad de la noche es pobre, guiándose más por el olfato y el oído. Sus fuertes patas le permiten alcanzar velocidades considerables de hasta 72 km/h, que le hacen capaz de alcanzar veloces presas o evadirse de sus predadores.
Su larga y poblada cola, que suele llevar en posición horizontal, forma parte de su imagen icónica. Mide aproximadamente una tercera parte de su longitud total. La usa para multitud de tareas: como almohada cuando duerme, para protegerse de la radiación solar, para comunicarse o espantar insectos. Además le sirve para mantener el equilibrio cuando corre o salta. Su distintiva punta blanca nos sirve para identificarlo rápidamente y distinguirlo de otros cánidos.
Los zorros carecen de los músculos faciales necesarios para enseñar los dientes como hacen los demás cánidos.

## Subespecies
Se conocen cuarenta y cinco subespecies de Vulpes vulpes.
- Vulpes vulpes vulpes
- Vulpes vulpes abietorum
- Vulpes vulpes alascensis
- Vulpes vulpes alpherakyi
- Vulpes vulpes anatolica
- Vulpes vulpes arabica
- Vulpes vulpes atlantica
- Vulpes vulpes bangsi
- Vulpes vulpes barbara
- Vulpes vulpes beringiana
- Vulpes vulpes cascadensis
- Vulpes vulpes caucasica
- Vulpes vulpes crucigera
- Vulpes vulpes daurica
- Vulpes vulpes deletrix
- Vulpes vulpes dolichocrania
- Vulpes vulpes dorsalis
- Vulpes vulpes flavescens
- Vulpes vulpes fulvus
- Vulpes vulpes griffithi
- Vulpes vulpes harrimani
- Vulpes vulpes hoole
- Vulpes vulpes ichnusae
- Vulpes vulpes indutus
- Vulpes vulpes jakutensis
- Vulpes vulpes japonica
- Vulpes vulpes karagan
- Vulpes vulpes kenaiensis
- Vulpes vulpes kurdistanica
- Vulpes vulpes macroura
- Vulpes vulpes montana
- Vulpes vulpes necator
- Vulpes vulpes niloticus
- Vulpes vulpes ochroxantha
- Vulpes vulpes palaestina
- Vulpes vulpes peculiosa
- Vulpes vulpes pusilla
- Vulpes vulpes regalis
- Vulpes vulpes rubricosa
- Vulpes vulpes schrenckii
- Vulpes vulpes silacea (la ibérica)
- Vulpes vulpes splendidissima
- Vulpes vulpes stepensis
- Vulpes vulpes tobolica
- Vulpes vulpes tschiliensis

## Ecología

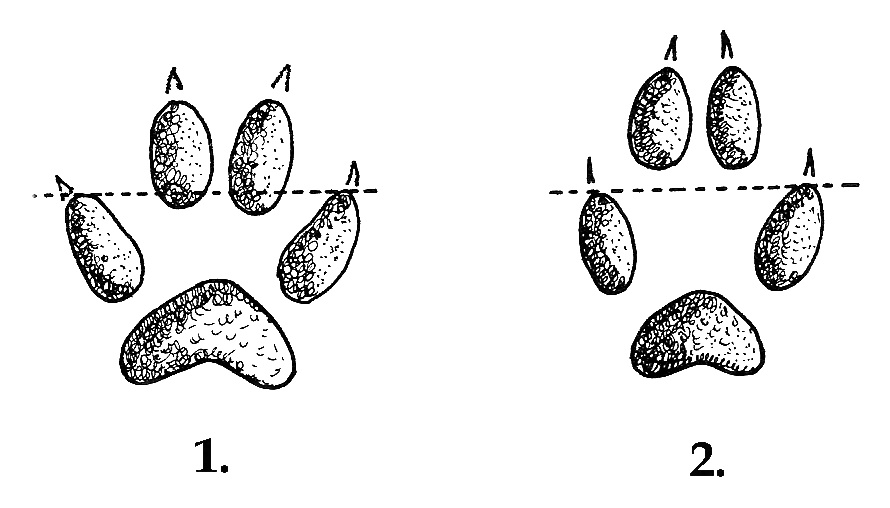
Comparación entre huella de perro (1) y de zorro (2).

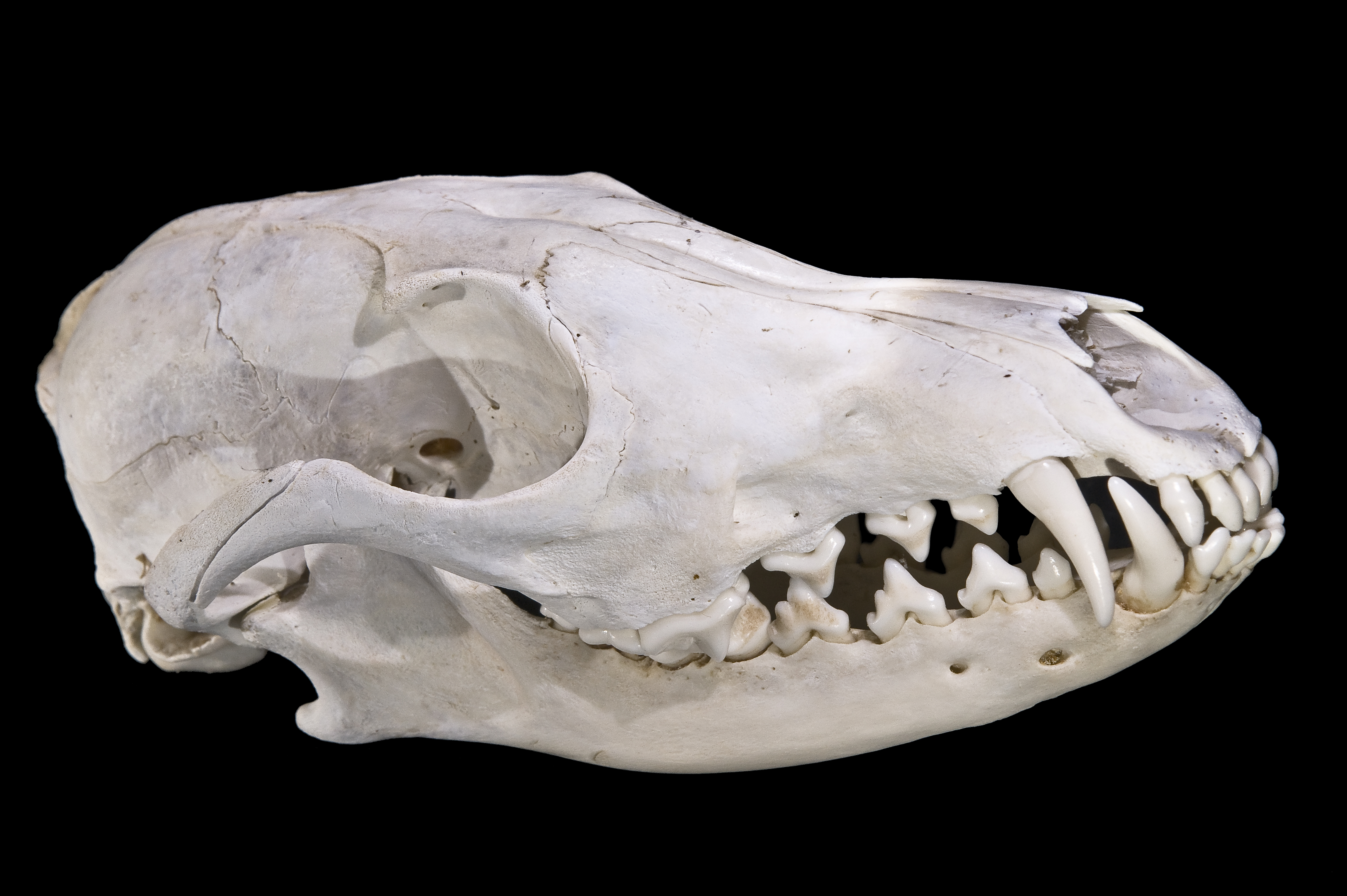
Cráneo de zorro.

El zorro común se encuentra en una gran variedad de biomas y ecosistemas, desde las praderas, al monte bajo y el bosque. Aunque es más abundante en las latitudes más bajas de sus zona de distribución se aventura muy al norte, compitiendo directamente con el zorro polar en la tundra. Los zorros rojos también son corrientes en los ambientes suburbanos de algunas de las ciudades europeas y norteamericanas, aunque no existan zorros totalmente urbanos.

### Alimentación

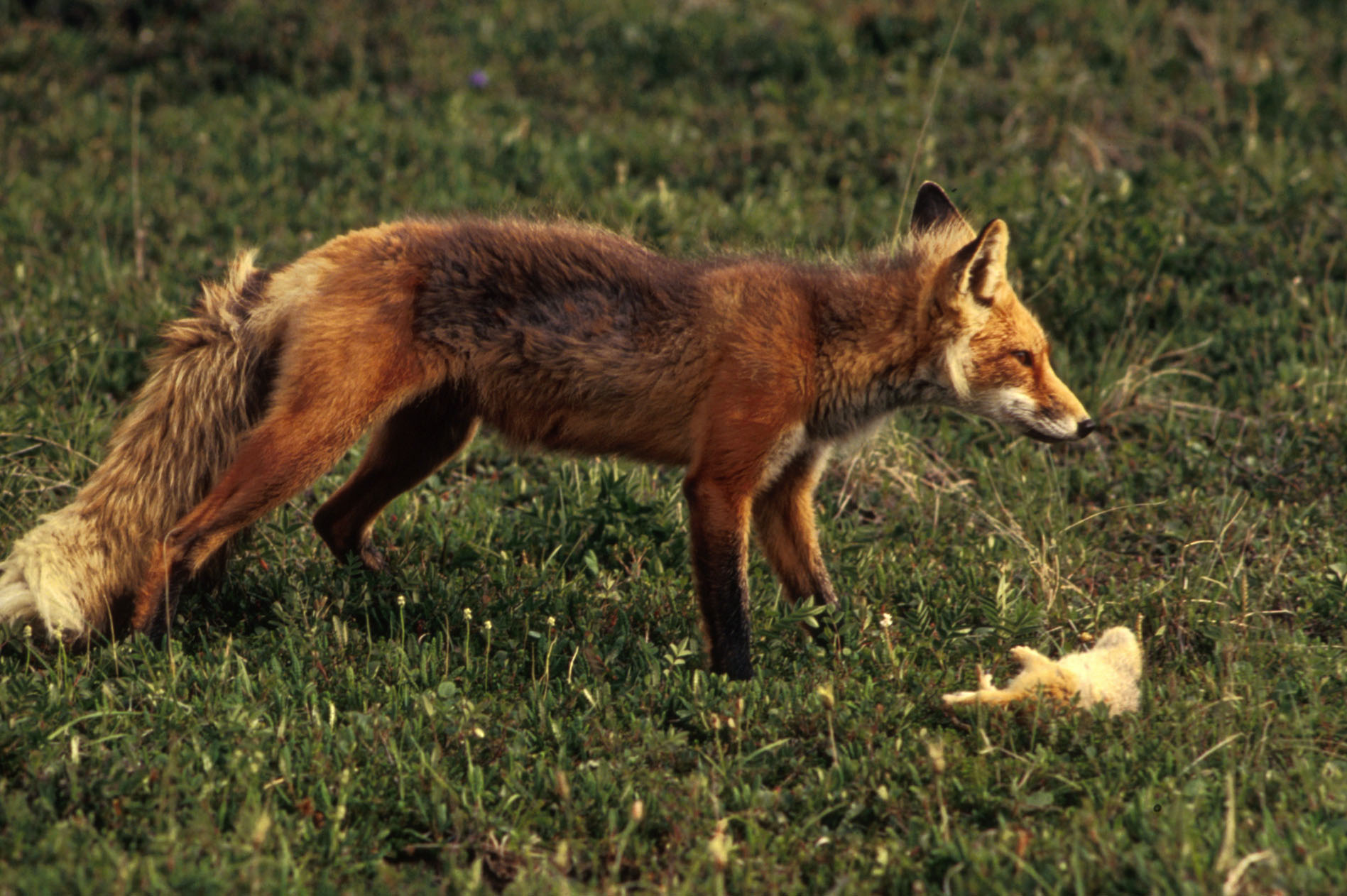
Zorro con una presa.

Aunque está clasificado entre los carnívoros el zorro propiamente dicho es un omnívoro y un gran oportunista. Puede cazar presas de una gran variedad de tamaños, desde insectos de 0.5 cm a aves de 1.5 m como la grulla de Manchuria. Su dieta además consta de un gran espectro de diferentes presas: invertebrados(como los insectos, lombrices, cangrejos y moluscos) y pequeños mamíferos (como roedores, conejos y topos), aves, huevos, anfibios, pequeños reptiles y algún pez. Entre las materias vegetales que consume, destacan las bayas y otro tipo de frutas. Se sabe que los zorros pueden matar cervatillos. En Escandinavia la depredación del zorro rojo es la mayor causa de mortalidad neonatal entre los corzos. Suelen consumir carroña y cualquier material comestible que encuentren, en las zonas urbanas comen en los vertederos y roban la comida de las mascotas que se dejan en los jardines. Los estudios de la dieta de los zorros de zonas salvajes y las urbanas demuestran que los zorros de zonas silvestres cazan más que los urbanos.
Los zorros generalmente cazan solos. Con su sensible sentido del oído pueden localizar pequeños mamíferos entre la hierba espesa, saltando en el aire para caer sobre ellos. También pueden acechar a presas como los conejos manteniéndose escondidos hasta que se acercan lo suficiente como para atraparlos en una carrera corta y repentina. Los zorros tienden a ser muy posesivos con su comida y no suelen compartirla con otros, con excepción de la época de cortejo o las madres con sus cachorros.
La cantidad de comida que consumen va de 0.5 a 1 kg al día. Los zorros comunes tienen estómagos pequeños en relación con su tamaño y solo pueden ingerir la mitad de lo que pueden tomar de una vez los lobos o los perros en proporción con sus cuerpos. En periodos de abundancia los zorros almacenan los excedentes de comida para el futuro. Generalmente los entierran en pequeños agujeros, de 5 a 10 cm. Tienden a hacer muchos pequeños escondites de comida diseminados por su territorio en lugar de hacer un almacén grande. Se cree que realiza esto así para minimizar la posibilidad de perder toda la reserva porque otro animal la encontrara.

### Relaciones interespecíficas

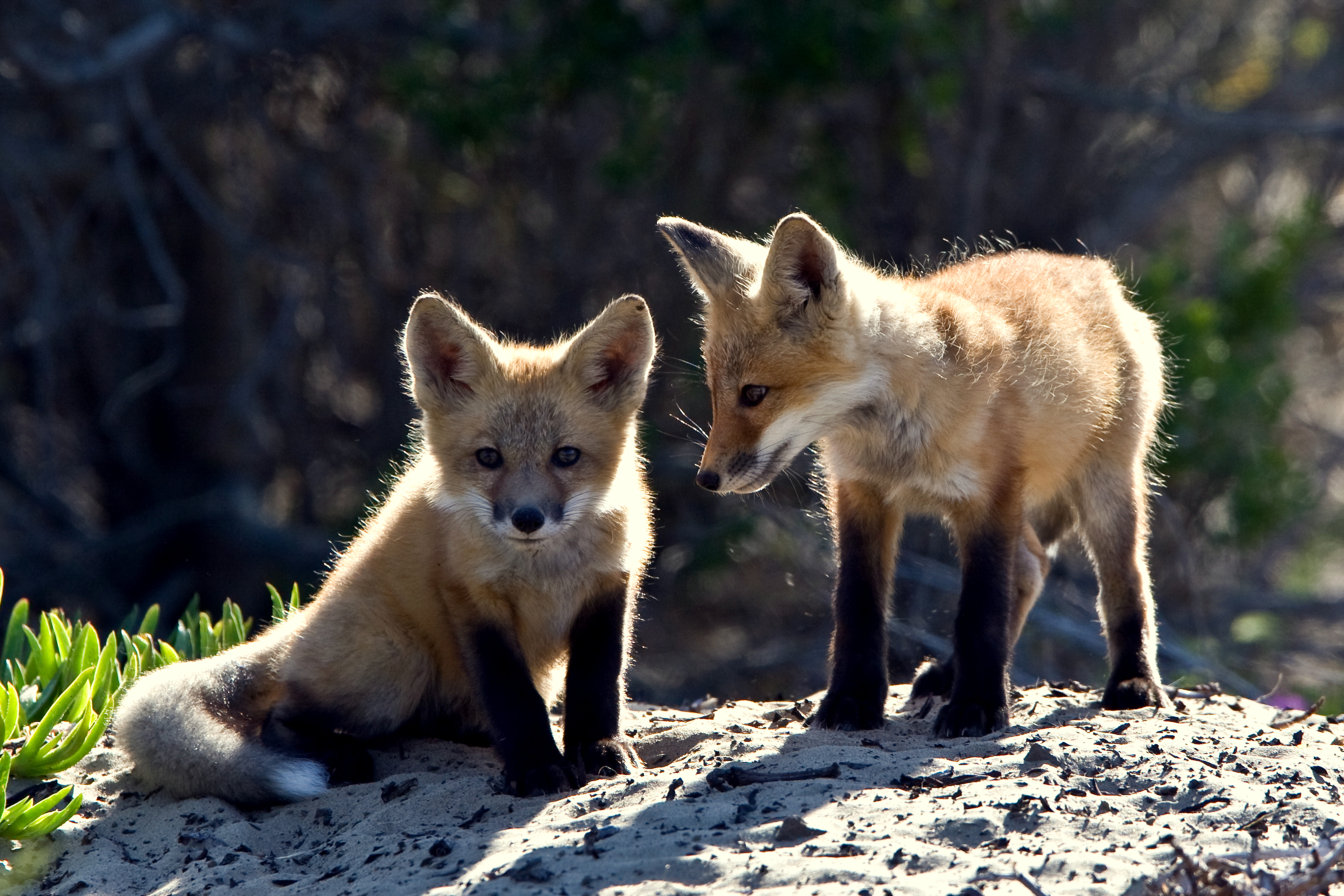
Zorreznos de zorro común.

Los principales depredadores de los zorros comunes son las águilas reales, los lobos, los pumas y los osos. Los linces boreales también depredan sobre ellos y tienden a disminuir las poblaciones de zorros en las zonas donde coinciden. Las muertes de zorros por los linces son poco frecuentes, y se producen por lo general en invierno y primavera, el periodo en el que los zorros exploran nuevos territorios.
Junto al zorro gris, el zorro rojo es la especie de zorro más abundante de América del norte. Las dos especies prefieren hábitats diferentes. Los zorros rojos prefieren las áreas despejadas, las colinas con bosques, las marismas y las riberas de los ríos. Los zorros rojos se encuentran en las zonas con arbustos, en los pantanos, y los terrenos escarpados y montañosos. Donde sus zonas de distribución se solapan, el zorro gris que es más agresivo tiende a ser la especie dominante, a pesar de ser más pequeño. En cambio los zorros comunes dominan a los zorros árticos en las zonas donde cohabitan, ya que son mucho más grandes y agresivos que ellos. Los zorros rojos también compiten con los zorros kit que son más pequeños y están en peligro de extinción.
En las zonas donde las poblaciones de zorro y de coyote coinciden, los territorios de los zorros tienden a situarse fuera de los territorios de los coyotes. Se cree que la principal causa para esta separación es que los zorros evitan activamente a los coyotes. Las interacciones que se han observado entre las dos especies en la naturaleza varían de la activo antagonismo hasta la indiferencia. La mayoría de los encuentros agresivos son iniciados por los coyotes, aunque existen algunos pocos registros de ataques de los zorros a los coyotes como cuando están presentes sus zorreznos. También se ha observado a ambas especies comiendo juntas.
En Israel los zorros comunes coinciden con los chacales dorados. Donde sus áreas se solapan compiten porque sus dietas son idénticas. Los zorros ignoran las marcas olorosas y rastros de los chacales de su territorio, pero evitan la proximidad física con los chacales. Los estudios muestran que en las zonas donde los chacales son muy abundantes la población de zorros baja significativamente, aparentemente porque la fuerte competencia los excluye.
Algunas veces los zorros rojos compiten con los tejones europeos por los alimentos como lombrices, huevos o frutas y el uso de las guaridas. Se ha observado a tejones matando a los cachorros de los zorros, sin embargo la violencia entre ambas especies es poco frecuente, y en la mayoría de los encuentros muestran indiferencia mutua. Y en ocasiones los zorros comparten guaridas con los tejones europeos.

## Cladograma
|  | Alopex lagopus  |
|  |                 |
|  | Vulpes macrotis |
|  |                 |

|  | Vulpes corsac                                                                     |
|  |                                                                                   |
|  | \| \| Vulpes rueppellii \| \| \| \| \| \| Vulpes vulpes[35] : Fig. 10 \| \| \| \| |
|  |                                                                                   |
|  | Vulpes rueppellii                                                                 |
|  |                                                                                   |
|  | Vulpes vulpes : Fig. 10                                                           |
|  |                                                                                   |

|  | Vulpes rueppellii       |
|  |                         |
|  | Vulpes vulpes : Fig. 10 |
|  |                         |

|  | Alopex lagopus  |
|  |                 |
|  | Vulpes macrotis |
|  |                 |

|  | Vulpes corsac                                                                     |
|  |                                                                                   |
|  | \| \| Vulpes rueppellii \| \| \| \| \| \| Vulpes vulpes[35] : Fig. 10 \| \| \| \| |
|  |                                                                                   |
|  | Vulpes rueppellii                                                                 |
|  |                                                                                   |
|  | Vulpes vulpes : Fig. 10                                                           |
|  |                                                                                   |

|  | Vulpes rueppellii       |
|  |                         |
|  | Vulpes vulpes : Fig. 10 |
|  |                         |

|  | Alopex lagopus  |
|  |                 |
|  | Vulpes macrotis |
|  |                 |

|  | Vulpes corsac                                                                     |
|  |                                                                                   |
|  | \| \| Vulpes rueppellii \| \| \| \| \| \| Vulpes vulpes[35] : Fig. 10 \| \| \| \| |
|  |                                                                                   |
|  | Vulpes rueppellii                                                                 |
|  |                                                                                   |
|  | Vulpes vulpes : Fig. 10                                                           |
|  |                                                                                   |

|  | Vulpes rueppellii       |
|  |                         |
|  | Vulpes vulpes : Fig. 10 |
|  |                         |

|  | Alopex lagopus  |
|  |                 |
|  | Vulpes macrotis |
|  |                 |

|  | Vulpes corsac                                                                     |
|  |                                                                                   |
|  | \| \| Vulpes rueppellii \| \| \| \| \| \| Vulpes vulpes[35] : Fig. 10 \| \| \| \| |
|  |                                                                                   |
|  | Vulpes rueppellii                                                                 |
|  |                                                                                   |
|  | Vulpes vulpes : Fig. 10                                                           |
|  |                                                                                   |

|  | Vulpes rueppellii       |
|  |                         |
|  | Vulpes vulpes : Fig. 10 |
|  |                         |

|  | Vulpes cana  |
|  |              |
|  | Vulpes zerda |
|  |              |

|  | Alopex lagopus  |
|  |                 |
|  | Vulpes macrotis |
|  |                 |

|  | Vulpes corsac                                                                     |
|  |                                                                                   |
|  | \| \| Vulpes rueppellii \| \| \| \| \| \| Vulpes vulpes[35] : Fig. 10 \| \| \| \| |
|  |                                                                                   |
|  | Vulpes rueppellii                                                                 |
|  |                                                                                   |
|  | Vulpes vulpes : Fig. 10                                                           |
|  |                                                                                   |

|  | Vulpes rueppellii       |
|  |                         |
|  | Vulpes vulpes : Fig. 10 |
|  |                         |

|  | Alopex lagopus  |
|  |                 |
|  | Vulpes macrotis |
|  |                 |

|  | Vulpes corsac                                                                     |
|  |                                                                                   |
|  | \| \| Vulpes rueppellii \| \| \| \| \| \| Vulpes vulpes[35] : Fig. 10 \| \| \| \| |
|  |                                                                                   |
|  | Vulpes rueppellii                                                                 |
|  |                                                                                   |
|  | Vulpes vulpes : Fig. 10                                                           |
|  |                                                                                   |

|  | Vulpes rueppellii       |
|  |                         |
|  | Vulpes vulpes : Fig. 10 |
|  |                         |

|  | Alopex lagopus  |
|  |                 |
|  | Vulpes macrotis |
|  |                 |

|  | Vulpes corsac                                                                     |
|  |                                                                                   |
|  | \| \| Vulpes rueppellii \| \| \| \| \| \| Vulpes vulpes[35] : Fig. 10 \| \| \| \| |
|  |                                                                                   |
|  | Vulpes rueppellii                                                                 |
|  |                                                                                   |
|  | Vulpes vulpes : Fig. 10                                                           |
|  |                                                                                   |

|  | Vulpes rueppellii       |
|  |                         |
|  | Vulpes vulpes : Fig. 10 |
|  |                         |

|  | Alopex lagopus  |
|  |                 |
|  | Vulpes macrotis |
|  |                 |

|  | Vulpes corsac                                                                     |
|  |                                                                                   |
|  | \| \| Vulpes rueppellii \| \| \| \| \| \| Vulpes vulpes[35] : Fig. 10 \| \| \| \| |
|  |                                                                                   |
|  | Vulpes rueppellii                                                                 |
|  |                                                                                   |
|  | Vulpes vulpes : Fig. 10                                                           |
|  |                                                                                   |

|  | Vulpes rueppellii       |
|  |                         |
|  | Vulpes vulpes : Fig. 10 |
|  |                         |

|  | Vulpes cana  |
|  |              |
|  | Vulpes zerda |
|  |              |

|  | Alopex lagopus  |
|  |                 |
|  | Vulpes macrotis |
|  |                 |

|  | Vulpes corsac                                                                     |
|  |                                                                                   |
|  | \| \| Vulpes rueppellii \| \| \| \| \| \| Vulpes vulpes[35] : Fig. 10 \| \| \| \| |
|  |                                                                                   |
|  | Vulpes rueppellii                                                                 |
|  |                                                                                   |
|  | Vulpes vulpes : Fig. 10                                                           |
|  |                                                                                   |

|  | Vulpes rueppellii       |
|  |                         |
|  | Vulpes vulpes : Fig. 10 |
|  |                         |

|  | Alopex lagopus  |
|  |                 |
|  | Vulpes macrotis |
|  |                 |

|  | Vulpes corsac                                                                     |
|  |                                                                                   |
|  | \| \| Vulpes rueppellii \| \| \| \| \| \| Vulpes vulpes[35] : Fig. 10 \| \| \| \| |
|  |                                                                                   |
|  | Vulpes rueppellii                                                                 |
|  |                                                                                   |
|  | Vulpes vulpes : Fig. 10                                                           |
|  |                                                                                   |

|  | Vulpes rueppellii       |
|  |                         |
|  | Vulpes vulpes : Fig. 10 |
|  |                         |

|  | Alopex lagopus  |
|  |                 |
|  | Vulpes macrotis |
|  |                 |

|  | Vulpes corsac                                                                     |
|  |                                                                                   |
|  | \| \| Vulpes rueppellii \| \| \| \| \| \| Vulpes vulpes[35] : Fig. 10 \| \| \| \| |
|  |                                                                                   |
|  | Vulpes rueppellii                                                                 |
|  |                                                                                   |
|  | Vulpes vulpes : Fig. 10                                                           |
|  |                                                                                   |

|  | Vulpes rueppellii       |
|  |                         |
|  | Vulpes vulpes : Fig. 10 |
|  |                         |

|  | Alopex lagopus  |
|  |                 |
|  | Vulpes macrotis |
|  |                 |

|  | Vulpes corsac                                                                     |
|  |                                                                                   |
|  | \| \| Vulpes rueppellii \| \| \| \| \| \| Vulpes vulpes[35] : Fig. 10 \| \| \| \| |
|  |                                                                                   |
|  | Vulpes rueppellii                                                                 |
|  |                                                                                   |
|  | Vulpes vulpes : Fig. 10                                                           |
|  |                                                                                   |

|  | Vulpes rueppellii       |
|  |                         |
|  | Vulpes vulpes : Fig. 10 |
|  |                         |

|  | Vulpes cana  |
|  |              |
|  | Vulpes zerda |
|  |              |

|  | Alopex lagopus  |
|  |                 |
|  | Vulpes macrotis |
|  |                 |

|  | Vulpes corsac                                                                     |
|  |                                                                                   |
|  | \| \| Vulpes rueppellii \| \| \| \| \| \| Vulpes vulpes[35] : Fig. 10 \| \| \| \| |
|  |                                                                                   |
|  | Vulpes rueppellii                                                                 |
|  |                                                                                   |
|  | Vulpes vulpes : Fig. 10                                                           |
|  |                                                                                   |

|  | Vulpes rueppellii       |
|  |                         |
|  | Vulpes vulpes : Fig. 10 |
|  |                         |

|  | Alopex lagopus  |
|  |                 |
|  | Vulpes macrotis |
|  |                 |

|  | Vulpes corsac                                                                     |
|  |                                                                                   |
|  | \| \| Vulpes rueppellii \| \| \| \| \| \| Vulpes vulpes[35] : Fig. 10 \| \| \| \| |
|  |                                                                                   |
|  | Vulpes rueppellii                                                                 |
|  |                                                                                   |
|  | Vulpes vulpes : Fig. 10                                                           |
|  |                                                                                   |

|  | Vulpes rueppellii       |
|  |                         |
|  | Vulpes vulpes : Fig. 10 |
|  |                         |

|  | Alopex lagopus  |
|  |                 |
|  | Vulpes macrotis |
|  |                 |

|  | Vulpes corsac                                                                     |
|  |                                                                                   |
|  | \| \| Vulpes rueppellii \| \| \| \| \| \| Vulpes vulpes[35] : Fig. 10 \| \| \| \| |
|  |                                                                                   |
|  | Vulpes rueppellii                                                                 |
|  |                                                                                   |
|  | Vulpes vulpes : Fig. 10                                                           |
|  |                                                                                   |

|  | Vulpes rueppellii       |
|  |                         |
|  | Vulpes vulpes : Fig. 10 |
|  |                         |

|  | Alopex lagopus  |
|  |                 |
|  | Vulpes macrotis |
|  |                 |

|  | Vulpes corsac                                                                     |
|  |                                                                                   |
|  | \| \| Vulpes rueppellii \| \| \| \| \| \| Vulpes vulpes[35] : Fig. 10 \| \| \| \| |
|  |                                                                                   |
|  | Vulpes rueppellii                                                                 |
|  |                                                                                   |
|  | Vulpes vulpes : Fig. 10                                                           |
|  |                                                                                   |

|  | Vulpes rueppellii       |
|  |                         |
|  | Vulpes vulpes : Fig. 10 |
|  |                         |

|  | Vulpes cana  |
|  |              |
|  | Vulpes zerda |
|  |              |

|  | Otocyon megalotis |
|  |                   |

|  | Alopex lagopus  |
|  |                 |
|  | Vulpes macrotis |
|  |                 |

|  | Vulpes corsac                                                                     |
|  |                                                                                   |
|  | \| \| Vulpes rueppellii \| \| \| \| \| \| Vulpes vulpes[35] : Fig. 10 \| \| \| \| |
|  |                                                                                   |
|  | Vulpes rueppellii                                                                 |
|  |                                                                                   |
|  | Vulpes vulpes : Fig. 10                                                           |
|  |                                                                                   |

|  | Vulpes rueppellii       |
|  |                         |
|  | Vulpes vulpes : Fig. 10 |
|  |                         |

|  | Alopex lagopus  |
|  |                 |
|  | Vulpes macrotis |
|  |                 |

|  | Vulpes corsac                                                                     |
|  |                                                                                   |
|  | \| \| Vulpes rueppellii \| \| \| \| \| \| Vulpes vulpes[35] : Fig. 10 \| \| \| \| |
|  |                                                                                   |
|  | Vulpes rueppellii                                                                 |
|  |                                                                                   |
|  | Vulpes vulpes : Fig. 10                                                           |
|  |                                                                                   |

|  | Vulpes rueppellii       |
|  |                         |
|  | Vulpes vulpes : Fig. 10 |
|  |                         |

|  | Alopex lagopus  |
|  |                 |
|  | Vulpes macrotis |
|  |                 |

|  | Vulpes corsac                                                                     |
|  |                                                                                   |
|  | \| \| Vulpes rueppellii \| \| \| \| \| \| Vulpes vulpes[35] : Fig. 10 \| \| \| \| |
|  |                                                                                   |
|  | Vulpes rueppellii                                                                 |
|  |                                                                                   |
|  | Vulpes vulpes : Fig. 10                                                           |
|  |                                                                                   |

|  | Vulpes rueppellii       |
|  |                         |
|  | Vulpes vulpes : Fig. 10 |
|  |                         |

|  | Alopex lagopus  |
|  |                 |
|  | Vulpes macrotis |
|  |                 |

|  | Vulpes corsac                                                                     |
|  |                                                                                   |
|  | \| \| Vulpes rueppellii \| \| \| \| \| \| Vulpes vulpes[35] : Fig. 10 \| \| \| \| |
|  |                                                                                   |
|  | Vulpes rueppellii                                                                 |
|  |                                                                                   |
|  | Vulpes vulpes : Fig. 10                                                           |
|  |                                                                                   |

|  | Vulpes rueppellii       |
|  |                         |
|  | Vulpes vulpes : Fig. 10 |
|  |                         |

|  | Vulpes cana  |
|  |              |
|  | Vulpes zerda |
|  |              |

|  | Alopex lagopus  |
|  |                 |
|  | Vulpes macrotis |
|  |                 |

|  | Vulpes corsac                                                                     |
|  |                                                                                   |
|  | \| \| Vulpes rueppellii \| \| \| \| \| \| Vulpes vulpes[35] : Fig. 10 \| \| \| \| |
|  |                                                                                   |
|  | Vulpes rueppellii                                                                 |
|  |                                                                                   |
|  | Vulpes vulpes : Fig. 10                                                           |
|  |                                                                                   |

|  | Vulpes rueppellii       |
|  |                         |
|  | Vulpes vulpes : Fig. 10 |
|  |                         |

|  | Alopex lagopus  |
|  |                 |
|  | Vulpes macrotis |
|  |                 |

|  | Vulpes corsac                                                                     |
|  |                                                                                   |
|  | \| \| Vulpes rueppellii \| \| \| \| \| \| Vulpes vulpes[35] : Fig. 10 \| \| \| \| |
|  |                                                                                   |
|  | Vulpes rueppellii                                                                 |
|  |                                                                                   |
|  | Vulpes vulpes : Fig. 10                                                           |
|  |                                                                                   |

|  | Vulpes rueppellii       |
|  |                         |
|  | Vulpes vulpes : Fig. 10 |
|  |                         |

|  | Alopex lagopus  |
|  |                 |
|  | Vulpes macrotis |
|  |                 |

|  | Vulpes corsac                                                                     |
|  |                                                                                   |
|  | \| \| Vulpes rueppellii \| \| \| \| \| \| Vulpes vulpes[35] : Fig. 10 \| \| \| \| |
|  |                                                                                   |
|  | Vulpes rueppellii                                                                 |
|  |                                                                                   |
|  | Vulpes vulpes : Fig. 10                                                           |
|  |                                                                                   |

|  | Vulpes rueppellii       |
|  |                         |
|  | Vulpes vulpes : Fig. 10 |
|  |                         |

|  | Alopex lagopus  |
|  |                 |
|  | Vulpes macrotis |
|  |                 |

|  | Vulpes corsac                                                                     |
|  |                                                                                   |
|  | \| \| Vulpes rueppellii \| \| \| \| \| \| Vulpes vulpes[35] : Fig. 10 \| \| \| \| |
|  |                                                                                   |
|  | Vulpes rueppellii                                                                 |
|  |                                                                                   |
|  | Vulpes vulpes : Fig. 10                                                           |
|  |                                                                                   |

|  | Vulpes rueppellii       |
|  |                         |
|  | Vulpes vulpes : Fig. 10 |
|  |                         |

|  | Vulpes cana  |
|  |              |
|  | Vulpes zerda |
|  |              |

|  | Alopex lagopus  |
|  |                 |
|  | Vulpes macrotis |
|  |                 |

|  | Vulpes corsac                                                                     |
|  |                                                                                   |
|  | \| \| Vulpes rueppellii \| \| \| \| \| \| Vulpes vulpes[35] : Fig. 10 \| \| \| \| |
|  |                                                                                   |
|  | Vulpes rueppellii                                                                 |
|  |                                                                                   |
|  | Vulpes vulpes : Fig. 10                                                           |
|  |                                                                                   |

|  | Vulpes rueppellii       |
|  |                         |
|  | Vulpes vulpes : Fig. 10 |
|  |                         |

|  | Alopex lagopus  |
|  |                 |
|  | Vulpes macrotis |
|  |                 |

|  | Vulpes corsac                                                                     |
|  |                                                                                   |
|  | \| \| Vulpes rueppellii \| \| \| \| \| \| Vulpes vulpes[35] : Fig. 10 \| \| \| \| |
|  |                                                                                   |
|  | Vulpes rueppellii                                                                 |
|  |                                                                                   |
|  | Vulpes vulpes : Fig. 10                                                           |
|  |                                                                                   |

|  | Vulpes rueppellii       |
|  |                         |
|  | Vulpes vulpes : Fig. 10 |
|  |                         |

|  | Alopex lagopus  |
|  |                 |
|  | Vulpes macrotis |
|  |                 |

|  | Vulpes corsac                                                                     |
|  |                                                                                   |
|  | \| \| Vulpes rueppellii \| \| \| \| \| \| Vulpes vulpes[35] : Fig. 10 \| \| \| \| |
|  |                                                                                   |
|  | Vulpes rueppellii                                                                 |
|  |                                                                                   |
|  | Vulpes vulpes : Fig. 10                                                           |
|  |                                                                                   |

|  | Vulpes rueppellii       |
|  |                         |
|  | Vulpes vulpes : Fig. 10 |
|  |                         |

|  | Alopex lagopus  |
|  |                 |
|  | Vulpes macrotis |
|  |                 |

|  | Vulpes corsac                                                                     |
|  |                                                                                   |
|  | \| \| Vulpes rueppellii \| \| \| \| \| \| Vulpes vulpes[35] : Fig. 10 \| \| \| \| |
|  |                                                                                   |
|  | Vulpes rueppellii                                                                 |
|  |                                                                                   |
|  | Vulpes vulpes : Fig. 10                                                           |
|  |                                                                                   |

|  | Vulpes rueppellii       |
|  |                         |
|  | Vulpes vulpes : Fig. 10 |
|  |                         |

|  | Vulpes cana  |
|  |              |
|  | Vulpes zerda |
|  |              |

|  | Alopex lagopus  |
|  |                 |
|  | Vulpes macrotis |
|  |                 |

|  | Vulpes corsac                                                                     |
|  |                                                                                   |
|  | \| \| Vulpes rueppellii \| \| \| \| \| \| Vulpes vulpes[35] : Fig. 10 \| \| \| \| |
|  |                                                                                   |
|  | Vulpes rueppellii                                                                 |
|  |                                                                                   |
|  | Vulpes vulpes : Fig. 10                                                           |
|  |                                                                                   |

|  | Vulpes rueppellii       |
|  |                         |
|  | Vulpes vulpes : Fig. 10 |
|  |                         |

|  | Alopex lagopus  |
|  |                 |
|  | Vulpes macrotis |
|  |                 |

|  | Vulpes corsac                                                                     |
|  |                                                                                   |
|  | \| \| Vulpes rueppellii \| \| \| \| \| \| Vulpes vulpes[35] : Fig. 10 \| \| \| \| |
|  |                                                                                   |
|  | Vulpes rueppellii                                                                 |
|  |                                                                                   |
|  | Vulpes vulpes : Fig. 10                                                           |
|  |                                                                                   |

|  | Vulpes rueppellii       |
|  |                         |
|  | Vulpes vulpes : Fig. 10 |
|  |                         |

|  | Alopex lagopus  |
|  |                 |
|  | Vulpes macrotis |
|  |                 |

|  | Vulpes corsac                                                                     |
|  |                                                                                   |
|  | \| \| Vulpes rueppellii \| \| \| \| \| \| Vulpes vulpes[35] : Fig. 10 \| \| \| \| |
|  |                                                                                   |
|  | Vulpes rueppellii                                                                 |
|  |                                                                                   |
|  | Vulpes vulpes : Fig. 10                                                           |
|  |                                                                                   |

|  | Vulpes rueppellii       |
|  |                         |
|  | Vulpes vulpes : Fig. 10 |
|  |                         |

|  | Alopex lagopus  |
|  |                 |
|  | Vulpes macrotis |
|  |                 |

|  | Vulpes corsac                                                                     |
|  |                                                                                   |
|  | \| \| Vulpes rueppellii \| \| \| \| \| \| Vulpes vulpes[35] : Fig. 10 \| \| \| \| |
|  |                                                                                   |
|  | Vulpes rueppellii                                                                 |
|  |                                                                                   |
|  | Vulpes vulpes : Fig. 10                                                           |
|  |                                                                                   |

|  | Vulpes rueppellii       |
|  |                         |
|  | Vulpes vulpes : Fig. 10 |
|  |                         |

|  | Vulpes cana  |
|  |              |
|  | Vulpes zerda |
|  |              |

|  | Otocyon megalotis |
|  |                   |

|  | Alopex lagopus  |
|  |                 |
|  | Vulpes macrotis |
|  |                 |

|  | Vulpes corsac                                                                     |
|  |                                                                                   |
|  | \| \| Vulpes rueppellii \| \| \| \| \| \| Vulpes vulpes[35] : Fig. 10 \| \| \| \| |
|  |                                                                                   |
|  | Vulpes rueppellii                                                                 |
|  |                                                                                   |
|  | Vulpes vulpes : Fig. 10                                                           |
|  |                                                                                   |

|  | Vulpes rueppellii       |
|  |                         |
|  | Vulpes vulpes : Fig. 10 |
|  |                         |

|  | Alopex lagopus  |
|  |                 |
|  | Vulpes macrotis |
|  |                 |

|  | Vulpes corsac                                                                     |
|  |                                                                                   |
|  | \| \| Vulpes rueppellii \| \| \| \| \| \| Vulpes vulpes[35] : Fig. 10 \| \| \| \| |
|  |                                                                                   |
|  | Vulpes rueppellii                                                                 |
|  |                                                                                   |
|  | Vulpes vulpes : Fig. 10                                                           |
|  |                                                                                   |

|  | Vulpes rueppellii       |
|  |                         |
|  | Vulpes vulpes : Fig. 10 |
|  |                         |

|  | Alopex lagopus  |
|  |                 |
|  | Vulpes macrotis |
|  |                 |

|  | Vulpes corsac                                                                     |
|  |                                                                                   |
|  | \| \| Vulpes rueppellii \| \| \| \| \| \| Vulpes vulpes[35] : Fig. 10 \| \| \| \| |
|  |                                                                                   |
|  | Vulpes rueppellii                                                                 |
|  |                                                                                   |
|  | Vulpes vulpes : Fig. 10                                                           |
|  |                                                                                   |

|  | Vulpes rueppellii       |
|  |                         |
|  | Vulpes vulpes : Fig. 10 |
|  |                         |

|  | Alopex lagopus  |
|  |                 |
|  | Vulpes macrotis |
|  |                 |

|  | Vulpes corsac                                                                     |
|  |                                                                                   |
|  | \| \| Vulpes rueppellii \| \| \| \| \| \| Vulpes vulpes[35] : Fig. 10 \| \| \| \| |
|  |                                                                                   |
|  | Vulpes rueppellii                                                                 |
|  |                                                                                   |
|  | Vulpes vulpes : Fig. 10                                                           |
|  |                                                                                   |

|  | Vulpes rueppellii       |
|  |                         |
|  | Vulpes vulpes : Fig. 10 |
|  |                         |

|  | Vulpes cana  |
|  |              |
|  | Vulpes zerda |
|  |              |

|  | Alopex lagopus  |
|  |                 |
|  | Vulpes macrotis |
|  |                 |

|  | Vulpes corsac                                                                     |
|  |                                                                                   |
|  | \| \| Vulpes rueppellii \| \| \| \| \| \| Vulpes vulpes[35] : Fig. 10 \| \| \| \| |
|  |                                                                                   |
|  | Vulpes rueppellii                                                                 |
|  |                                                                                   |
|  | Vulpes vulpes : Fig. 10                                                           |
|  |                                                                                   |

|  | Vulpes rueppellii       |
|  |                         |
|  | Vulpes vulpes : Fig. 10 |
|  |                         |

|  | Alopex lagopus  |
|  |                 |
|  | Vulpes macrotis |
|  |                 |

|  | Vulpes corsac                                                                     |
|  |                                                                                   |
|  | \| \| Vulpes rueppellii \| \| \| \| \| \| Vulpes vulpes[35] : Fig. 10 \| \| \| \| |
|  |                                                                                   |
|  | Vulpes rueppellii                                                                 |
|  |                                                                                   |
|  | Vulpes vulpes : Fig. 10                                                           |
|  |                                                                                   |

|  | Vulpes rueppellii       |
|  |                         |
|  | Vulpes vulpes : Fig. 10 |
|  |                         |

|  | Alopex lagopus  |
|  |                 |
|  | Vulpes macrotis |
|  |                 |

|  | Vulpes corsac                                                                     |
|  |                                                                                   |
|  | \| \| Vulpes rueppellii \| \| \| \| \| \| Vulpes vulpes[35] : Fig. 10 \| \| \| \| |
|  |                                                                                   |
|  | Vulpes rueppellii                                                                 |
|  |                                                                                   |
|  | Vulpes vulpes : Fig. 10                                                           |
|  |                                                                                   |

|  | Vulpes rueppellii       |
|  |                         |
|  | Vulpes vulpes : Fig. 10 |
|  |                         |

|  | Alopex lagopus  |
|  |                 |
|  | Vulpes macrotis |
|  |                 |

|  | Vulpes corsac                                                                     |
|  |                                                                                   |
|  | \| \| Vulpes rueppellii \| \| \| \| \| \| Vulpes vulpes[35] : Fig. 10 \| \| \| \| |
|  |                                                                                   |
|  | Vulpes rueppellii                                                                 |
|  |                                                                                   |
|  | Vulpes vulpes : Fig. 10                                                           |
|  |                                                                                   |

|  | Vulpes rueppellii       |
|  |                         |
|  | Vulpes vulpes : Fig. 10 |
|  |                         |

|  | Vulpes cana  |
|  |              |
|  | Vulpes zerda |
|  |              |

|  | Alopex lagopus  |
|  |                 |
|  | Vulpes macrotis |
|  |                 |

|  | Vulpes corsac                                                                     |
|  |                                                                                   |
|  | \| \| Vulpes rueppellii \| \| \| \| \| \| Vulpes vulpes[35] : Fig. 10 \| \| \| \| |
|  |                                                                                   |
|  | Vulpes rueppellii                                                                 |
|  |                                                                                   |
|  | Vulpes vulpes : Fig. 10                                                           |
|  |                                                                                   |

|  | Vulpes rueppellii       |
|  |                         |
|  | Vulpes vulpes : Fig. 10 |
|  |                         |

|  | Alopex lagopus  |
|  |                 |
|  | Vulpes macrotis |
|  |                 |

|  | Vulpes corsac                                                                     |
|  |                                                                                   |
|  | \| \| Vulpes rueppellii \| \| \| \| \| \| Vulpes vulpes[35] : Fig. 10 \| \| \| \| |
|  |                                                                                   |
|  | Vulpes rueppellii                                                                 |
|  |                                                                                   |
|  | Vulpes vulpes : Fig. 10                                                           |
|  |                                                                                   |

|  | Vulpes rueppellii       |
|  |                         |
|  | Vulpes vulpes : Fig. 10 |
|  |                         |

|  | Alopex lagopus  |
|  |                 |
|  | Vulpes macrotis |
|  |                 |

|  | Vulpes corsac                                                                     |
|  |                                                                                   |
|  | \| \| Vulpes rueppellii \| \| \| \| \| \| Vulpes vulpes[35] : Fig. 10 \| \| \| \| |
|  |                                                                                   |
|  | Vulpes rueppellii                                                                 |
|  |                                                                                   |
|  | Vulpes vulpes : Fig. 10                                                           |
|  |                                                                                   |

|  | Vulpes rueppellii       |
|  |                         |
|  | Vulpes vulpes : Fig. 10 |
|  |                         |

|  | Alopex lagopus  |
|  |                 |
|  | Vulpes macrotis |
|  |                 |

|  | Vulpes corsac                                                                     |
|  |                                                                                   |
|  | \| \| Vulpes rueppellii \| \| \| \| \| \| Vulpes vulpes[35] : Fig. 10 \| \| \| \| |
|  |                                                                                   |
|  | Vulpes rueppellii                                                                 |
|  |                                                                                   |
|  | Vulpes vulpes : Fig. 10                                                           |
|  |                                                                                   |

|  | Vulpes rueppellii       |
|  |                         |
|  | Vulpes vulpes : Fig. 10 |
|  |                         |

|  | Vulpes cana  |
|  |              |
|  | Vulpes zerda |
|  |              |

|  | Alopex lagopus  |
|  |                 |
|  | Vulpes macrotis |
|  |                 |

|  | Vulpes corsac                                                                     |
|  |                                                                                   |
|  | \| \| Vulpes rueppellii \| \| \| \| \| \| Vulpes vulpes[35] : Fig. 10 \| \| \| \| |
|  |                                                                                   |
|  | Vulpes rueppellii                                                                 |
|  |                                                                                   |
|  | Vulpes vulpes : Fig. 10                                                           |
|  |                                                                                   |

|  | Vulpes rueppellii       |
|  |                         |
|  | Vulpes vulpes : Fig. 10 |
|  |                         |

|  | Alopex lagopus  |
|  |                 |
|  | Vulpes macrotis |
|  |                 |

|  | Vulpes corsac                                                                     |
|  |                                                                                   |
|  | \| \| Vulpes rueppellii \| \| \| \| \| \| Vulpes vulpes[35] : Fig. 10 \| \| \| \| |
|  |                                                                                   |
|  | Vulpes rueppellii                                                                 |
|  |                                                                                   |
|  | Vulpes vulpes : Fig. 10                                                           |
|  |                                                                                   |

|  | Vulpes rueppellii       |
|  |                         |
|  | Vulpes vulpes : Fig. 10 |
|  |                         |

|  | Alopex lagopus  |
|  |                 |
|  | Vulpes macrotis |
|  |                 |

|  | Vulpes corsac                                                                     |
|  |                                                                                   |
|  | \| \| Vulpes rueppellii \| \| \| \| \| \| Vulpes vulpes[35] : Fig. 10 \| \| \| \| |
|  |                                                                                   |
|  | Vulpes rueppellii                                                                 |
|  |                                                                                   |
|  | Vulpes vulpes : Fig. 10                                                           |
|  |                                                                                   |

|  | Vulpes rueppellii       |
|  |                         |
|  | Vulpes vulpes : Fig. 10 |
|  |                         |

|  | Alopex lagopus  |
|  |                 |
|  | Vulpes macrotis |
|  |                 |

|  | Vulpes corsac                                                                     |
|  |                                                                                   |
|  | \| \| Vulpes rueppellii \| \| \| \| \| \| Vulpes vulpes[35] : Fig. 10 \| \| \| \| |
|  |                                                                                   |
|  | Vulpes rueppellii                                                                 |
|  |                                                                                   |
|  | Vulpes vulpes : Fig. 10                                                           |
|  |                                                                                   |

|  | Vulpes rueppellii       |
|  |                         |
|  | Vulpes vulpes : Fig. 10 |
|  |                         |

|  | Vulpes cana  |
|  |              |
|  | Vulpes zerda |
|  |              |

|  | Otocyon megalotis |
|  |                   |

|  | Alopex lagopus  |
|  |                 |
|  | Vulpes macrotis |
|  |                 |

|  | Vulpes corsac                                                                     |
|  |                                                                                   |
|  | \| \| Vulpes rueppellii \| \| \| \| \| \| Vulpes vulpes[35] : Fig. 10 \| \| \| \| |
|  |                                                                                   |
|  | Vulpes rueppellii                                                                 |
|  |                                                                                   |
|  | Vulpes vulpes : Fig. 10                                                           |
|  |                                                                                   |

|  | Vulpes rueppellii       |
|  |                         |
|  | Vulpes vulpes : Fig. 10 |
|  |                         |

|  | Alopex lagopus  |
|  |                 |
|  | Vulpes macrotis |
|  |                 |

|  | Vulpes corsac                                                                     |
|  |                                                                                   |
|  | \| \| Vulpes rueppellii \| \| \| \| \| \| Vulpes vulpes[35] : Fig. 10 \| \| \| \| |
|  |                                                                                   |
|  | Vulpes rueppellii                                                                 |
|  |                                                                                   |
|  | Vulpes vulpes : Fig. 10                                                           |
|  |                                                                                   |

|  | Vulpes rueppellii       |
|  |                         |
|  | Vulpes vulpes : Fig. 10 |
|  |                         |

|  | Alopex lagopus  |
|  |                 |
|  | Vulpes macrotis |
|  |                 |

|  | Vulpes corsac                                                                     |
|  |                                                                                   |
|  | \| \| Vulpes rueppellii \| \| \| \| \| \| Vulpes vulpes[35] : Fig. 10 \| \| \| \| |
|  |                                                                                   |
|  | Vulpes rueppellii                                                                 |
|  |                                                                                   |
|  | Vulpes vulpes : Fig. 10                                                           |
|  |                                                                                   |

|  | Vulpes rueppellii       |
|  |                         |
|  | Vulpes vulpes : Fig. 10 |
|  |                         |

|  | Alopex lagopus  |
|  |                 |
|  | Vulpes macrotis |
|  |                 |

|  | Vulpes corsac                                                                     |
|  |                                                                                   |
|  | \| \| Vulpes rueppellii \| \| \| \| \| \| Vulpes vulpes[35] : Fig. 10 \| \| \| \| |
|  |                                                                                   |
|  | Vulpes rueppellii                                                                 |
|  |                                                                                   |
|  | Vulpes vulpes : Fig. 10                                                           |
|  |                                                                                   |

|  | Vulpes rueppellii       |
|  |                         |
|  | Vulpes vulpes : Fig. 10 |
|  |                         |

|  | Vulpes cana  |
|  |              |
|  | Vulpes zerda |
|  |              |

|  | Alopex lagopus  |
|  |                 |
|  | Vulpes macrotis |
|  |                 |

|  | Vulpes corsac                                                                     |
|  |                                                                                   |
|  | \| \| Vulpes rueppellii \| \| \| \| \| \| Vulpes vulpes[35] : Fig. 10 \| \| \| \| |
|  |                                                                                   |
|  | Vulpes rueppellii                                                                 |
|  |                                                                                   |
|  | Vulpes vulpes : Fig. 10                                                           |
|  |                                                                                   |

|  | Vulpes rueppellii       |
|  |                         |
|  | Vulpes vulpes : Fig. 10 |
|  |                         |

|  | Alopex lagopus  |
|  |                 |
|  | Vulpes macrotis |
|  |                 |

|  | Vulpes corsac                                                                     |
|  |                                                                                   |
|  | \| \| Vulpes rueppellii \| \| \| \| \| \| Vulpes vulpes[35] : Fig. 10 \| \| \| \| |
|  |                                                                                   |
|  | Vulpes rueppellii                                                                 |
|  |                                                                                   |
|  | Vulpes vulpes : Fig. 10                                                           |
|  |                                                                                   |

|  | Vulpes rueppellii       |
|  |                         |
|  | Vulpes vulpes : Fig. 10 |
|  |                         |

|  | Alopex lagopus  |
|  |                 |
|  | Vulpes macrotis |
|  |                 |

|  | Vulpes corsac                                                                     |
|  |                                                                                   |
|  | \| \| Vulpes rueppellii \| \| \| \| \| \| Vulpes vulpes[35] : Fig. 10 \| \| \| \| |
|  |                                                                                   |
|  | Vulpes rueppellii                                                                 |
|  |                                                                                   |
|  | Vulpes vulpes : Fig. 10                                                           |
|  |                                                                                   |

|  | Vulpes rueppellii       |
|  |                         |
|  | Vulpes vulpes : Fig. 10 |
|  |                         |

|  | Alopex lagopus  |
|  |                 |
|  | Vulpes macrotis |
|  |                 |

|  | Vulpes corsac                                                                     |
|  |                                                                                   |
|  | \| \| Vulpes rueppellii \| \| \| \| \| \| Vulpes vulpes[35] : Fig. 10 \| \| \| \| |
|  |                                                                                   |
|  | Vulpes rueppellii                                                                 |
|  |                                                                                   |
|  | Vulpes vulpes : Fig. 10                                                           |
|  |                                                                                   |

|  | Vulpes rueppellii       |
|  |                         |
|  | Vulpes vulpes : Fig. 10 |
|  |                         |

|  | Vulpes cana  |
|  |              |
|  | Vulpes zerda |
|  |              |

|  | Alopex lagopus  |
|  |                 |
|  | Vulpes macrotis |
|  |                 |

|  | Vulpes corsac                                                                     |
|  |                                                                                   |
|  | \| \| Vulpes rueppellii \| \| \| \| \| \| Vulpes vulpes[35] : Fig. 10 \| \| \| \| |
|  |                                                                                   |
|  | Vulpes rueppellii                                                                 |
|  |                                                                                   |
|  | Vulpes vulpes : Fig. 10                                                           |
|  |                                                                                   |

|  | Vulpes rueppellii       |
|  |                         |
|  | Vulpes vulpes : Fig. 10 |
|  |                         |

|  | Alopex lagopus  |
|  |                 |
|  | Vulpes macrotis |
|  |                 |

|  | Vulpes corsac                                                                     |
|  |                                                                                   |
|  | \| \| Vulpes rueppellii \| \| \| \| \| \| Vulpes vulpes[35] : Fig. 10 \| \| \| \| |
|  |                                                                                   |
|  | Vulpes rueppellii                                                                 |
|  |                                                                                   |
|  | Vulpes vulpes : Fig. 10                                                           |
|  |                                                                                   |

|  | Vulpes rueppellii       |
|  |                         |
|  | Vulpes vulpes : Fig. 10 |
|  |                         |

|  | Alopex lagopus  |
|  |                 |
|  | Vulpes macrotis |
|  |                 |

|  | Vulpes corsac                                                                     |
|  |                                                                                   |
|  | \| \| Vulpes rueppellii \| \| \| \| \| \| Vulpes vulpes[35] : Fig. 10 \| \| \| \| |
|  |                                                                                   |
|  | Vulpes rueppellii                                                                 |
|  |                                                                                   |
|  | Vulpes vulpes : Fig. 10                                                           |
|  |                                                                                   |

|  | Vulpes rueppellii       |
|  |                         |
|  | Vulpes vulpes : Fig. 10 |
|  |                         |

|  | Alopex lagopus  |
|  |                 |
|  | Vulpes macrotis |
|  |                 |

|  | Vulpes corsac                                                                     |
|  |                                                                                   |
|  | \| \| Vulpes rueppellii \| \| \| \| \| \| Vulpes vulpes[35] : Fig. 10 \| \| \| \| |
|  |                                                                                   |
|  | Vulpes rueppellii                                                                 |
|  |                                                                                   |
|  | Vulpes vulpes : Fig. 10                                                           |
|  |                                                                                   |

|  | Vulpes rueppellii       |
|  |                         |
|  | Vulpes vulpes : Fig. 10 |
|  |                         |

|  | Vulpes cana  |
|  |              |
|  | Vulpes zerda |
|  |              |

|  | Alopex lagopus  |
|  |                 |
|  | Vulpes macrotis |
|  |                 |

|  | Vulpes corsac                                                                     |
|  |                                                                                   |
|  | \| \| Vulpes rueppellii \| \| \| \| \| \| Vulpes vulpes[35] : Fig. 10 \| \| \| \| |
|  |                                                                                   |
|  | Vulpes rueppellii                                                                 |
|  |                                                                                   |
|  | Vulpes vulpes : Fig. 10                                                           |
|  |                                                                                   |

|  | Vulpes rueppellii       |
|  |                         |
|  | Vulpes vulpes : Fig. 10 |
|  |                         |

|  | Alopex lagopus  |
|  |                 |
|  | Vulpes macrotis |
|  |                 |

|  | Vulpes corsac                                                                     |
|  |                                                                                   |
|  | \| \| Vulpes rueppellii \| \| \| \| \| \| Vulpes vulpes[35] : Fig. 10 \| \| \| \| |
|  |                                                                                   |
|  | Vulpes rueppellii                                                                 |
|  |                                                                                   |
|  | Vulpes vulpes : Fig. 10                                                           |
|  |                                                                                   |

|  | Vulpes rueppellii       |
|  |                         |
|  | Vulpes vulpes : Fig. 10 |
|  |                         |

|  | Alopex lagopus  |
|  |                 |
|  | Vulpes macrotis |
|  |                 |

|  | Vulpes corsac                                                                     |
|  |                                                                                   |
|  | \| \| Vulpes rueppellii \| \| \| \| \| \| Vulpes vulpes[35] : Fig. 10 \| \| \| \| |
|  |                                                                                   |
|  | Vulpes rueppellii                                                                 |
|  |                                                                                   |
|  | Vulpes vulpes : Fig. 10                                                           |
|  |                                                                                   |

|  | Vulpes rueppellii       |
|  |                         |
|  | Vulpes vulpes : Fig. 10 |
|  |                         |

|  | Alopex lagopus  |
|  |                 |
|  | Vulpes macrotis |
|  |                 |

|  | Vulpes corsac                                                                     |
|  |                                                                                   |
|  | \| \| Vulpes rueppellii \| \| \| \| \| \| Vulpes vulpes[35] : Fig. 10 \| \| \| \| |
|  |                                                                                   |
|  | Vulpes rueppellii                                                                 |
|  |                                                                                   |
|  | Vulpes vulpes : Fig. 10                                                           |
|  |                                                                                   |

|  | Vulpes rueppellii       |
|  |                         |
|  | Vulpes vulpes : Fig. 10 |
|  |                         |

|  | Vulpes cana  |
|  |              |
|  | Vulpes zerda |
|  |              |

|  | Otocyon megalotis |
|  |                   |

## Comportamiento

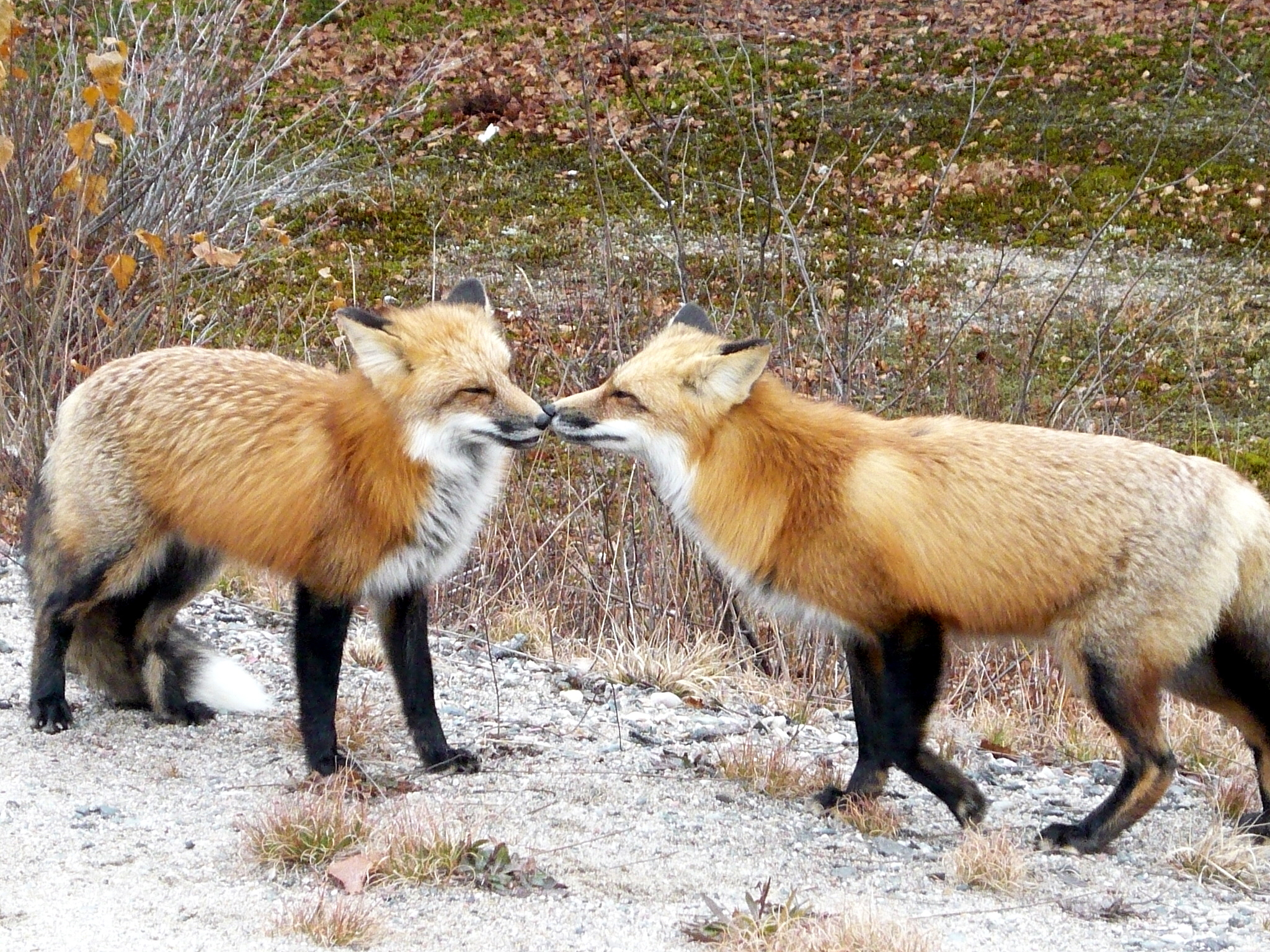
Los zorros suelen vivir en solitario, excepto en la época de reproducción.

Al vivir en una gran variedad de hábitats los zorros tienen que adaptarse con formas de comportamiento muy variados, llegando al extremo de que dos poblaciones de zorros distintas pueden comportarse de forma tan diferente como lo harían dos especies distintas.

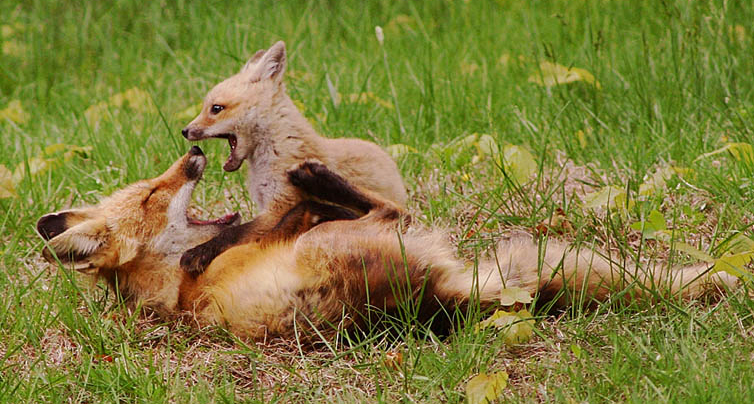
Adulto jugando con su cachorro.

El zorro es un animal principalmente crepuscular, con tendencias nocturnas en las zonas donde la interferencia humana es muy grande (y además hay luz artificial). Por lo tanto están más activos al anochecer que a plena luz del día. Generalmente son cazadores solitarios. Si consigue más comida de la que puede comer en el momento la enterrará para poder acceder a ella más tarde. Los zorros suelen ser territoriales, defendiendo un territorio por parejas solo en invierno, y en solitario en verano. Sus territorios pueden llegar a ser de 50 km², aunque la media es más reducida, unos 12 km² en hábitats donde la comida es abundante. Los zorros marcan sus territorios con una glándula olorosa que tienen junto a la cola. La sustancia olorosa que segrega esta glándula está compuesta por tioles y tioacetatos, muy parecidos aunque en menor cantidad que los producidos por las mofetas, esto le da a los zorros un hedor característico detectable por los humanos que se encuentran cerca (a 2 o 3 metros). Los zorros no pueden proyectar esta sustancia olorosa a otros animales para defenderse como lo hacen las mofetas.
A lo ancho de su territorio tiene varias guaridas, que puede haber excavado él mismo o arrebatado a otros animales como marmotas o tejones. La guarida principal, más grande, es la que usará para pasar el invierno, dar a luz y criar a los recién nacidos, las guaridas más pequeñas diseminadas por el resto del territorio son usadas en caso de emergencia o para almacenar comida
Los miembros de un grupo familiar se comunican con los demás mediante el lenguaje corporal y emitiendo sonidos. Tienen un espectro de vocalizaciones bastante amplio, que pueden indicar alarma o llamarse unos a otros. También se comunican con otros individuos mediante el olor, por eso marcan los alimentos y el territorio con orina, además de heces y las sustancias de la glándula olorosa.

## Reproducción

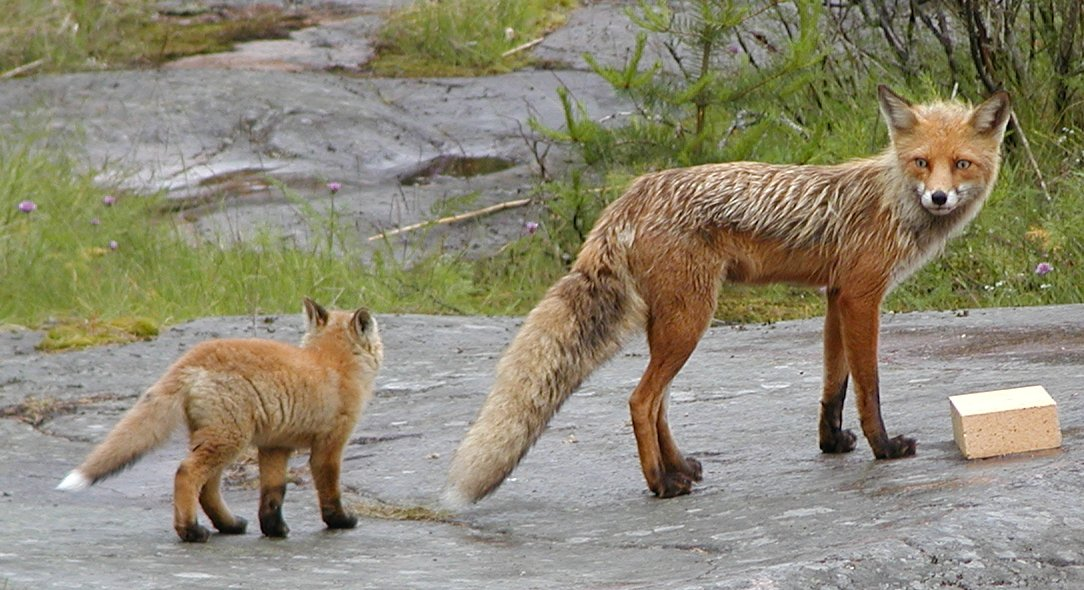
Zorra con su cachorro.

Los zorros practican la monogamia, aunque no siempre, ya que existen pruebas de comportamientos polígamos (tanto poliginia como poliandria), entre los que se cuentan salidas del macho a otros territorios durante la época de cría buscando otros posibles acoplamientos y territorios de machos que se solapan con los de dos o más hembras con las que se aparean. Se cree que esta flexibilidad del comportamientos reproductor es una adaptación a la disponibilidad de espacio y recursos alimenticios de los territorios.

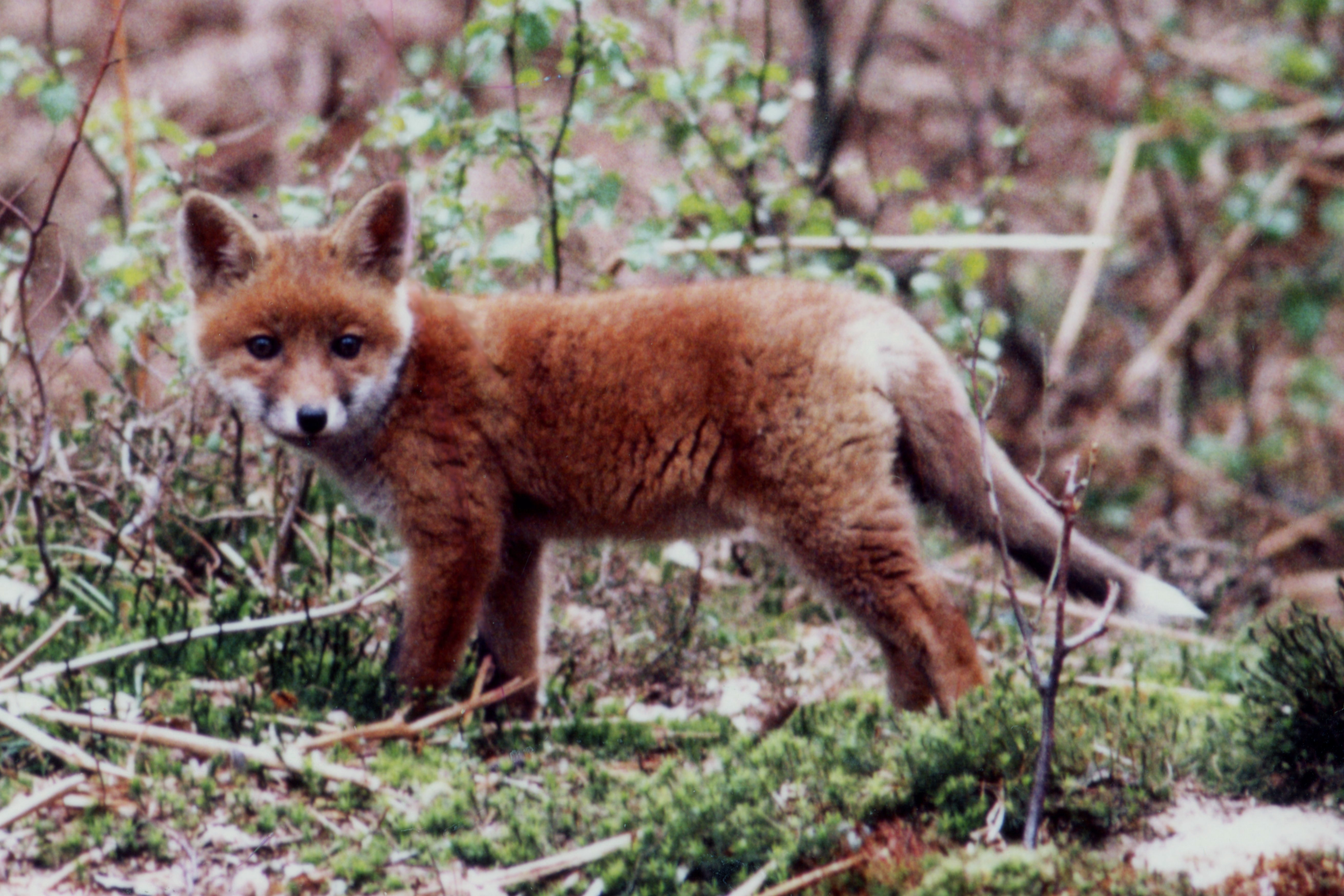
Zorrezno en un bosque de Normandía.

La época de cría de los zorros varía a lo largo de su amplia zona de distribución. Los zorros de las poblaciones meridionales crían entre diciembre y enero, las poblaciones de zonas intermedias crían de enero a febrero y las poblaciones del norte lo retrasarán al periodo entre febrero y abril. Las hembras solo tienen un periodo de celo que dura de 1 a 6 días. Aunque la hembra se aparee con más de un macho (que puede que peleen entre ellos por el derecho de acceder a la hembra) solo se emparejará con uno de ellos al año. La gestación dura de 52 a 53 días. Las parejas monógamas formadas durante el invierno cooperaran para criar una camada de 4 a 6 cachorros (llamados zorreznos) cada año, siendo la media 5 y la camada más grande registrada de 13. Los zorreznos nacen completamente cubiertos de borra, no abren los ojos hasta los 8-14 días, y a las 4 o 5 semanas salen del cubil. Con 8 semanas ya pesan más de un kilo y presentan un pálido color crema. El destete tiene lugar hacia la novena semana (los zorreznos ya pesan 2-2.5 kg). A las 7 o 10 semanas abandonan por completo la madriguera. Con cinco meses pesan más de 3 kg y alcanzan la madurez sexual a los 9 o 10 meses, pudiendo reproducirse en la temporada de cría siguiente a su nacimiento.
Los zorros en cautividad pueden vivir hasta los doce años, pero en la naturaleza no suelen sobrepasar los tres.

## Zorros y humanos

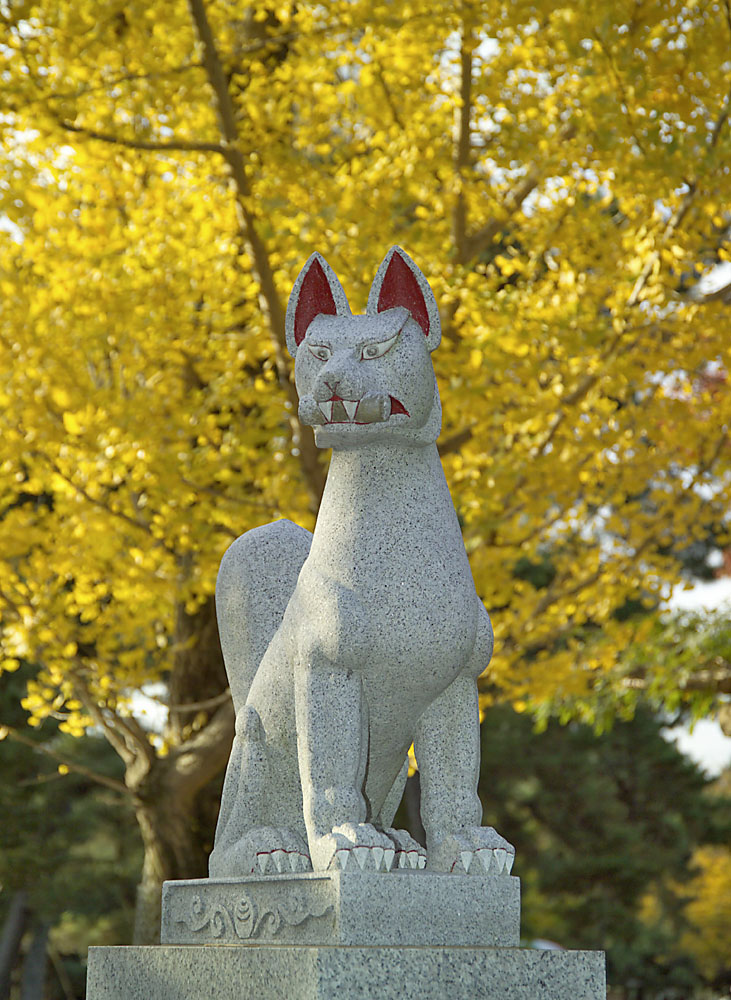
Escultura de un espíritu zorro, kitsune, en un templo de Japón.

Los zorros siempre han tenido una imagen ambivalente entre los humanos: por un lado era considerado una alimaña que predaba sobre las gallinas y las especies de caza menor, por otro ha sido admirado por su belleza y ha protagonizado innumerables relatos representando la inteligencia y la audacia. Además su piel ha sido tradicionalmente muy apreciada por su suavidad en peletería.
En tiempos más recientes, ser vector de algunas enfermedades como la rabia no ha contribuido a mejorar su imagen. En cambio sí lo ha sido su aparición en numerosos documentales de naturaleza mostrando su biología y difundiendo el conocimiento de su contribución a la agricultura al reducir las poblaciones de roedores que acechan las cosechas. Prueba de esta mejora en su prensa entre las personas es la prohibición de la tradicional caza del zorro en el Reino Unido, en Escocia en 2002 y en Inglaterra y Gales en 2004. Aunque el único lugar del mundo donde es considerado una especie protegida es Hong Kong.

### En la cultura

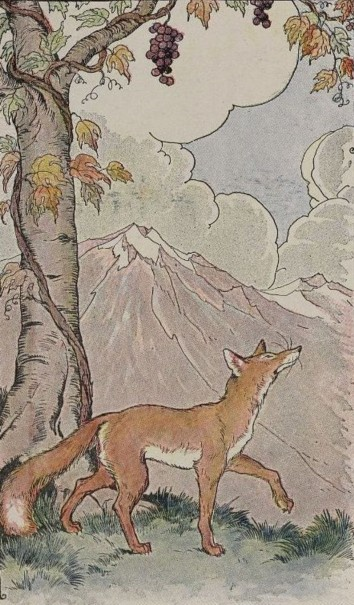
Ilustración de la fábula de Esopo La zorra y las uvas.

Los zorros aparecen en el folclore, mitología y literatura de muchas culturas de Europa, Asia y Norteamérica. Generalmente son mostrados como personajes astutos y embaucadores que tratan de tentar y engañar a los demás en su favor.

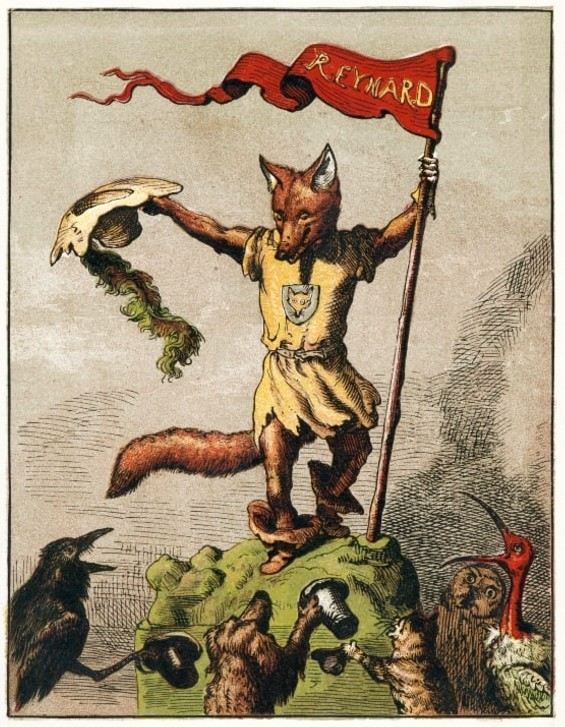
El zorro Reynard en un libro infantil de 1869.

En la tradición fabulística europea los zorros son protagonistas desde la antigüedad, como en las fábulas de Esopo, y continuada por fabulistas posteriores como La Fontaine o Samaniego. En las fábulas el zorro casi siempre destaca por su inteligencia y astucia, desempeñando papeles que van desde el villano (como en La zorra en el gallinero), el pícaro embaucador (El cuervo y la zorra), el estafador que recibe su merecido (La zorra y la cigüeña), el inteligente que vence a los fuertes y hasta el sabio observador de los acontecimientos (La zorra y el busto). Esta misma imagen es la que se muestra en los cuentos tradicionales y relatos europeos como por ejemplo los de Reynard o en Pinocho. Según algunos historiadores desde la Edad Media hasta la Revolución francesa el zorro simbolizó en los relatos las estrategias de supervivencia de los campesinos. 
El campesinado admiraba la astucia y la inteligencia, y la consideraba la mejor estrategia para sobrellevar el poder de la aristocracia, la Iglesia y el Estado, al igual que sabían que el pequeño zorro se las arreglaba para sacar partido de los gallineros oculto en la oscuridad.

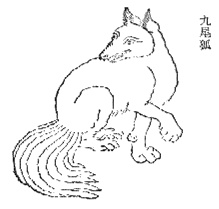
Zorro de nueve colas, del libro Shan Hai Jing de la dinastía Qing.

En el folclore y mitología japonesa existe la figura del kitsune (狐?), unos espíritus del bosque con forma de zorro, cuya función clásica es la de proteger los bosques y las aldeas. Al igual que en la tradición europea estos zorros son seres inteligentes que además poseen habilidades mágicas, que se incrementan con la edad y la adquisición de conocimientos, haciéndose patente por el aumento del número de colas, siendo el más poderoso un kitsune de nueve colas. Los kitsunes están estrechamente asociados al dios shinto, Inari, dios de la fertilidad y la agricultura, siendo sus mensajeros y sirvientes. Entre sus poderes más sobresalientes se encuentra la capacidad de adoptar la forma humana, concretamente de mujer joven. En los cuentos tradicionales el kitsune aprovecha su capacidad de metamorfosis para hacer travesuras y gastar bromas a las personas, en otras ocasiones, el animal metamorfoseado desempeña funciones de fiel guardián, amiga, amante o esposa. A los kitsumes se les hacen ofrendas como si fuera una deidad. El origen histórico de este papel central del zorro en el folclore japonés está en su convivencia armónica con el ser humano en el Antiguo Japón por ser considerado un benefactor de la agricultura al cazar roedores, de lo que se derivó en un creciente respeto hacia él y surgiendo leyendas atribuyéndole poderes. El Kitsune japonés tiene figuras parecidas en culturas vecinas como el huli jing de China y el kumiho de Corea.
Es bien conocido además en la literatura, cinematografía y televisión el personaje ficticio de El Zorro, donde un joven de la aristocracia californiana,  Don Diego de la Vega, lucha contra las injusticias cometidas por las autoridades utilizando su astucia y habilidad. .. 

### Comercio de pieles

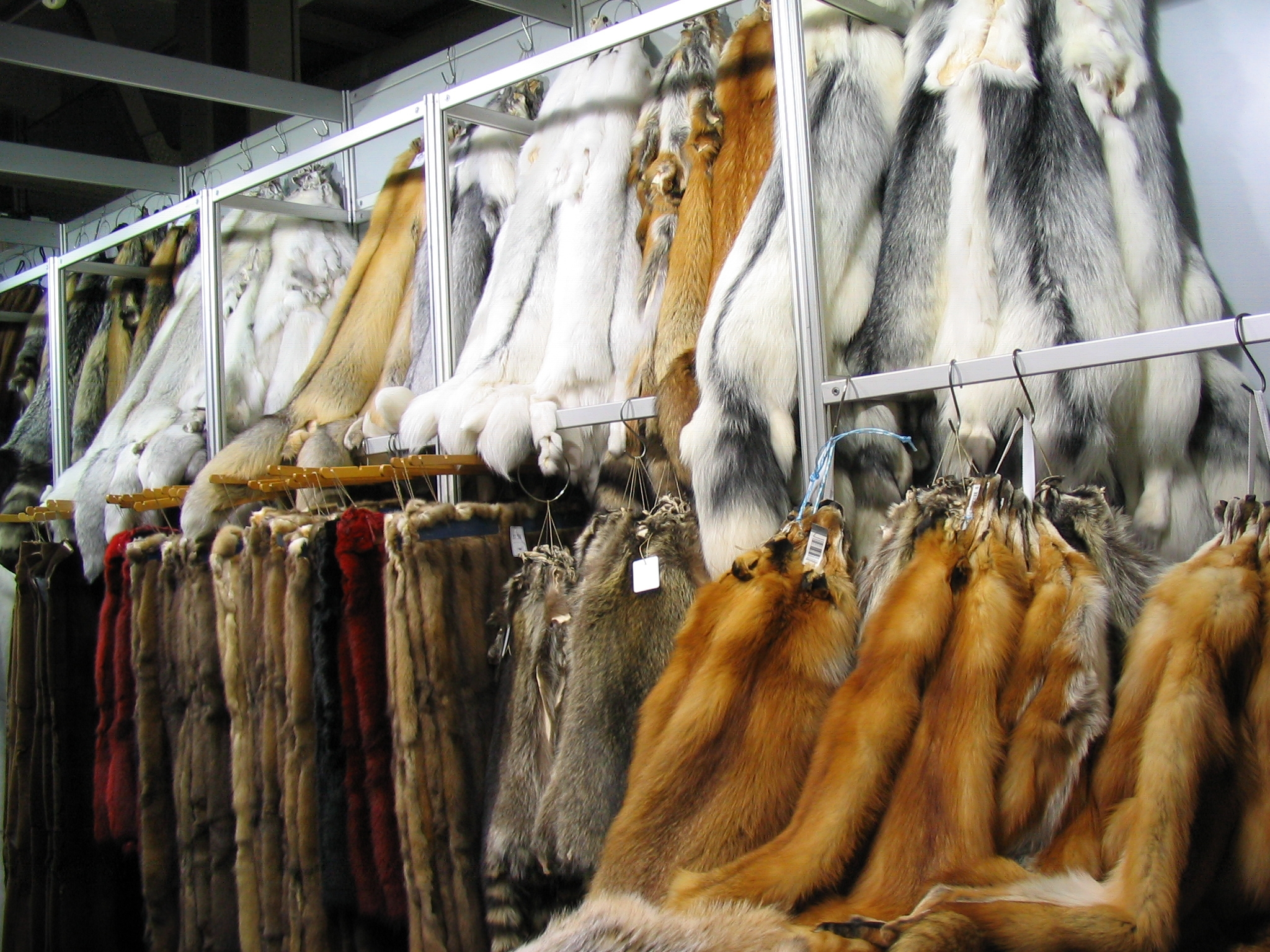
Pieles de zorro de distintos colores.

El zorro común ha sido apreciado en la industria peletera desde antiguo. Los nativos de Nueva Inglaterra consideraban que la piel de un zorro plateado valía lo mismo que 40 pieles de castor. Cuando un jefe indio aceptaba que le regalaran una piel de zorro plateado se consideraba un acto de reconciliación. La variedad de color más apreciada es la de zorro plateado. Los zorros plateados se criaron en cautividad para ser comercializadas sus pieles por primera vez en la isla del Príncipe Eduardo, Canadá, en 1878. Actualmente los zorros comunes son los animales que más comúnmente se crían en las granjas peleteras, junto a los visones americanos. Sus pieles se utilizan para realizar todo tipo de prendas o partes de prendas, destacando las estolas, cuellos, manguitos, gorros, chaquetas y abrigos.

### Depredador doméstico

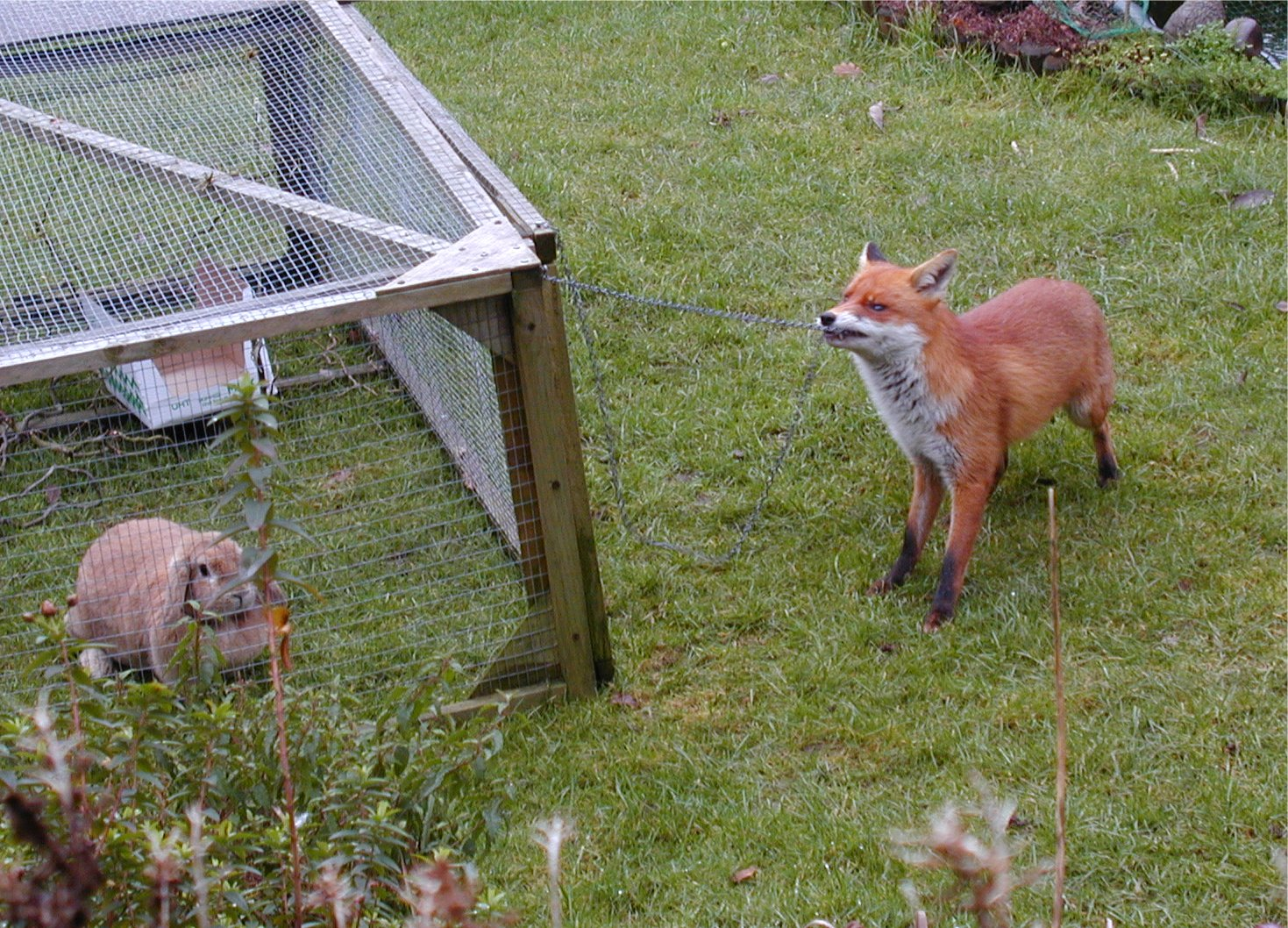
Zorro urbano intentando acceder a la jaula de un conejo mascota, Reino Unido.

Los zorros comunes se consideran el principal depredador silvestre de las aves de corral, conejos domésticos y pequeñas mascotas lo que le ha hecho objeto de odio para muchos granjeros. La opción más segura para evitarlo es separar físicamente al zorro de los animales de granja mediante vallas o jaulas. Para ser totalmente seguras las vallas deben tener al menos 2 m de altas y no tener elementos cercanos en los que el zorro pueda auparse para saltar por encima. Se han registrado casos en los que un zorro muy motivado ha trepado por una valla metálica. Además la base de la valla debe ser dura para que el zorro no pueda excavar por debajo de ella. Una vez que el zorro ha accedido al interior le será muy fácil la caza en un espacio reducido y a menudo matará a varias aves que intentará llevarse para enterrar como excedentes pero que si los humanos llegan antes dejará abandonados.[cita requerida]
Aunque las aves de corral son sus presas domésticas más frecuentes, de vez en cuando también pueden atacar a las crías del ganado como pequeños corderos y cabritillos. En circunstancias muy excepcionales pueden atacar a alguna oveja subadulta o adulta o a algún ternero recién nacido. Los zorros generalmente matarán a los corderos mordiéndolos repetidamente en el cuello y la espalda, señal de que los atacaron cuando estaban tumbados. Los resultados del ataque del zorro en los animales de corral se diferencian del de los lobos o perros en el hecho en que raramente causaran fracturas en los huesos de sus presas al alimentarse de ellas. Los zorros también destacan por llevarse los pequeños cadáveres enteros a sus guaridas para alimentar allí a sus cachorros y ellos mismos por lo que las aves o corderos desaparecerán sin dejar rastro.
Estudios científicos realizados en Reino Unido mostraron que de las muertes de corderos viables solo entre el 0.5 % y 3 % se debía a los zorros, lo que muestra su pequeño impacto en comparación con otras causas de mortalidad como la exposición a los elementos meteorológicos, las enfermedades o la inanición.

## Zorros introducidos en Australia

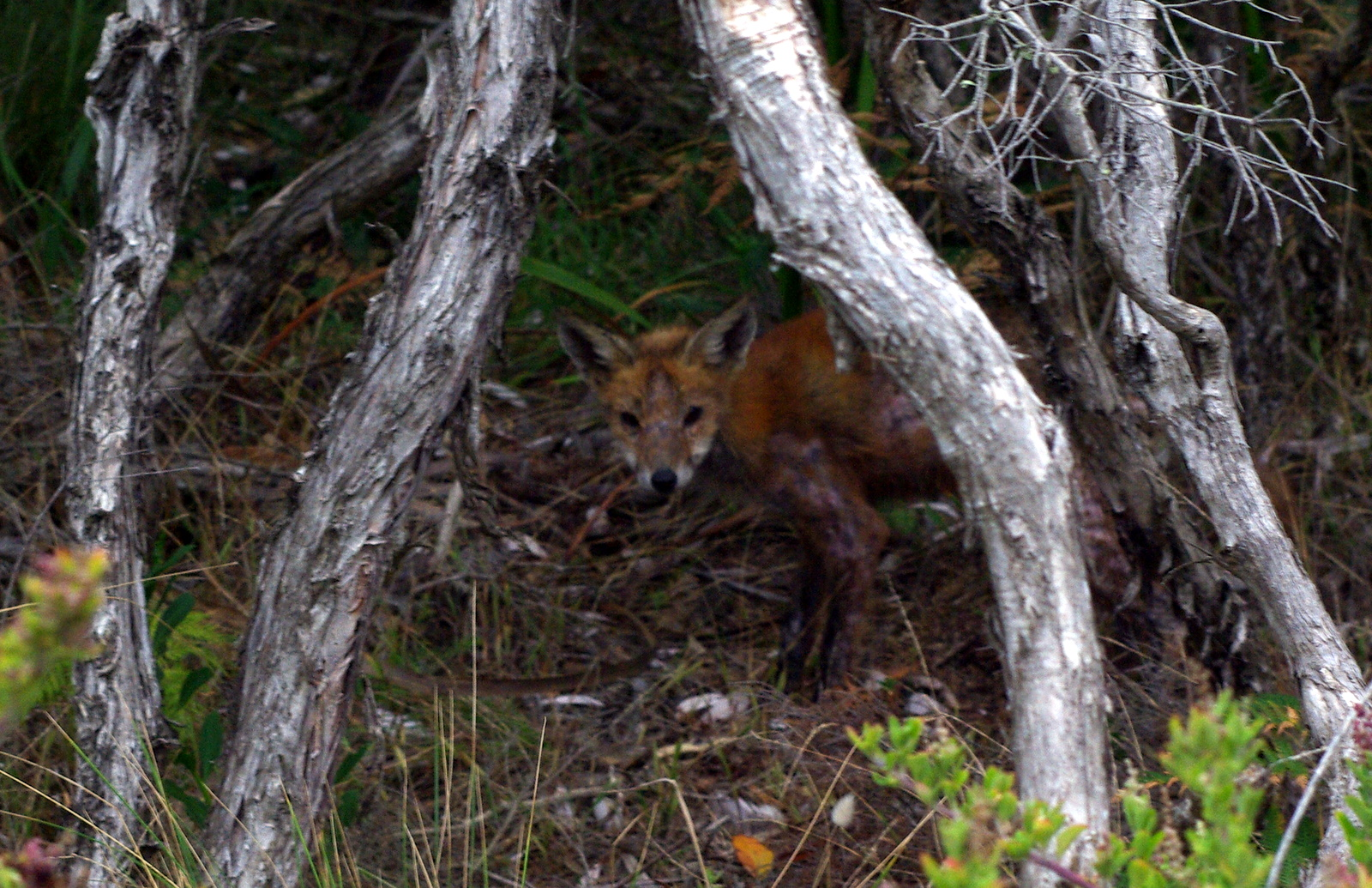
Zorro en el Parque Nacional de la Península de Mornington.

Los zorros introducidos en Australia suponen un grave problema de conservación de las especies autóctonas. Según el gobierno australiano el zorro común fue introducido en Australia para poder ser usado como especie cinegética en 1855. Desde entonces se ha extendido sin control y se considera el responsable del declive de varias especies de animales nativos del continente australiano que están en estado crítico de extinción. Por ello está incluido en la lista 100 de las especies exóticas invasoras más dañinas del mundo de la Unión Internacional para la Conservación de la Naturaleza. Las autoridades australianas ha intentado erradicarlos. En un programa conocido como Western Shield (escudo occidental), el gobierno de Australia Occidental realiza batidas aéreas y terrestres de unos 35 000 km² (8 750 000 acres) para controlar a los zorros y los gatos asilvestrados. El departamento de conservación de Australia Occidental estima que los depredadores introducidos en el continente son los responsables de la extinción de diez especies nativas en el estado, y el programa Western Shield intenta conservar a otras 16.
En Australia los zorros son controlados con trampas con cebo o se les dispara con la ayuda de luces en la oscuridad ya que sus ojos relucen en la oscuridad, al reflejarse la luz en su Tapetum lucidum. También se ha observado una reducción de las poblaciones de zorros en las zonas donde se ha reintroducido a los dingos (Canis lupus dingo), lo que ha originado que aumentaran las poblaciones de fauna nativa.